# Роналдиньо
Рона́лду ди Аси́с Море́йра (порт.-браз. Ronaldo de Assis Moreira; род. 21 марта 1980[…], Порту-Алегри), более известный как Роналди́ньо (порт.-браз. Ronaldinho) и Роналди́ньо Гау́шо (порт.-браз. Ronaldinho Gaúcho) — бразильский футболист, выступавший на позиции атакующего полузащитника и нападающего.
Считается одним из величайших футболистов всех времён, завоевал две награды «Лучший игрок года» и «Золотой мяч» ФИФА. Он единственный футболист, выигравший чемпионат мира, Кубок Америки, Кубок конфедераций, Лигу чемпионов, Кубок Либертадорес и «Золотой мяч». Роналдиньо — икона мирового футбола, он славился своими способностями к дриблингу, точностью штрафных ударов, использованием трюков, финтов, передач без обводки и ударов, а также умением забивать мячи и создавать голевые моменты. За свою карьеру он был одним из самых дорогих футболистов мира. Он известен под прозвищем «O Bruxo» («Колдун»).
Роналдиньо дебютировал за «Гремио» в 1998 году. В возрасте 20 лет бразилец был куплен французским «Пари Сен-Жермен», где выиграл Кубок Интертото, а в 2003 году подписал контракт с каталонской «Барселоной». В свой второй сезон в составе «сине-гранатовых» он получил свою первую награду «Лучший игрок года» по версии ФИФА, а «Барса» выиграла титул чемпиона Испании. Последовавший за этим сезон 2005/06 считается одним из лучших в его карьере, так как именно благодаря бразильцу «Барселона» выиграла Лигу чемпионов впервые за четырнадцать лет, и ещё один титул чемпиона Испании, а Роналдиньо получил «Золотой мяч» 2005 года и вторую награду игрока года. Забив два мяча в Эль-Класико в ворота мадридского «Реала», Роналдиньо стал вторым игроком «сине-гранатовых» после Диего Марадоны в 1983 году, которому аплодировали стоя болельщики «сливочных» на «Сантьяго Бернабеу». Благодаря этим успехам Роналдиньо многие считают, что он изменил историю «Барселоны».
После упущенного чемпионства в сезоне 2006/07, и травм в сезоне 2007/08, Ронни пережил спад в своих выступлениях из-за снижения самоотдачи и концентрации на футболе и покинул Испанию, чтобы присоединиться к итальянскому «Милану», где он выиграл чемпионат Италии. В 2011 году он вернулся в Бразилию, чтобы играть за «Фламенго» и «Атлетико Минейро» годом позже, где Роналдиньо выиграл Кубок Либертадорес в 2013 году, затем перешёл в мексиканский «Керетаро», а после вновь вернулся в Бразилию, чтобы играть за «Флуминенсе» в 2015 году, где легендарный футболист завершил свою карьеру.

## Биография
Роналдиньо родился 21 марта 1980 года в больнице Сан-Лукас города Порту-Алегри, столицы штата Риу-Гранди-ду-Сул, будучи третьим ребёнком в семье. Его мать Дона Мигуэлина работала продавщицей и училась на медсестру. Его отец Жуан да Силва Морейра был рабочим на верфи и сторожем стоянки клуба «Гремио». Ранее он играл за местную любительскую команду «Крузейро». Именно отец стал первым тренером Роналдиньо, обучая его игре в футбол, который он практиковал на улицах Вила Нова, где жила семья. В 1987 году Роналдиньо начал учиться, пойдя в колледж Алберто Торрес де Вила Нова, однако любовь к футболу брала своё: Роналдиньо мог играть в него весь день, и даже когда его друзья не могли из-за усталости продолжать игру, он гонял мяч вместе со своей собакой Бомбон.
В возрасте 7 лет Роналдиньо пошёл в футбольную школу Ланжендонк. Тогда же он получил своё прозвище, «Роналдиньо», что значит «маленький Роналдо», будучи самым младшим среди игроков самой юной команды «Гремио», куда он пришёл. В 1988 году, когда Роналдиньо было 8 лет, отец семейства скончался от сердечного приступа во время плавания в семейном бассейне. Когда старший брат Роналдиньо, Роберто де Ассис, подписал контракт с клубом «Гремио», семья переехала в более престижный район Порту-Алегри, Гуаруя. Дом в этом месте стал подарком «Гремио» семье, для того чтобы Роберто не уходил из команды. Позже Роналдиньо сказал:

«Мой брат — настоящий герой для меня. Именно он стал примером в качестве отца, брата и футболиста»
В 1991 году он стал играть за команду «Белу-Оризонти». Одновременно с большим футболом Роналдиньо занимался мини-футболом и пляжным футболом, что помогало ему в матчах большого футбола. В 1993 году, в возрасте 13 лет, Роналдиньо впервые был упомянут в бразильских СМИ, когда он забил все 23 гола в одном из матчей против местной команды; игра завершилась со счётом 23:0 в пользу «Белу-Оризонти».

## Клубная карьера

### «Гремио»
Карьера Роналдиньо в «Гремио» началась в 1995 году с молодёжной команды, где он под руководством главного тренера команды Лиама Хиггинса выступал на молодёжном первенстве лиги Гаушу. В феврале 1997 года он подписал свой первый профессиональный контракт с клубом. В том же году, после чемпионата мира для игроков до 16-ти лет в Египте, где он забил два гола с пенальти, Роналдиньо стал считаться восходящей звездой бразильского футбола. На этом же турнире Роналдиньо выступал с именем Роналдо на спине.
Через год Роналдиньо дебютировал в составе первой команды клуба в матче Кубка Либертадорес. 11 апреля 1998 года Роналдиньо дебютировал в составе команды в матче чемпионата штата Риу-Гранди-ду-Сул с клубом «Санта-Круз», который завершился вничью 1:1. 26 июля того же года Роналдиньо сыграл свою первую игру в чемпионате Бразилии в матче с клубом «Интернасьонал», в котором Гремио проиграл 0:1. Спустя ещё год Роналдиньо выиграл свой первый серьёзный турнир — чемпионат штата Риу-Гранди-ду-Сул, в розыгрыше которого забил 15 голов в 14-ти играх, один из которых в финале в ворота «Интернасьонала». Всего за 4 года в «Гремио» Роналдиньо провёл 35 матчей в чемпионате Бразилии и забил 14 голов.
В 2001 году лондонский «Арсенал» заинтересовался Роналдиньо. Однако сделка не состоялась из-за того, что бразилец не смог получить разрешение на работу, проведя слишком мало матчей за сборную Бразилии. Также сорвалось арендное соглашение с шотландским клубом «Сент-Миррен» на 6 млн фунтов из-за причастности Роналдиньо к скандалу с поддельным паспортом, из-за которого Роналдиньо было разрешено перейти в шотландский клуб уже после закрытия трансферного окна. Также существовали слухи об интересе клуба «Лидс Юнайтед» к Роналдиньо с возможностью трансфера от 40 до 80 млн долларов, однако они не подтвердились.
22 декабря 2000 года Роналдиньо втайне подписал предварительный контракт с французским клубом «Пари Сен-Жермен». Через некоторое время президент «Гремио» опубликовал в газете предложение для парижан в 6,4 млн евро, рассчитанное на 2 года, с заработной платой Роналдиньо 150 000 евро в первый сезон и 213 000 во второй. Несмотря на это предложение, 17 января 2001 года парижский клуб сообщил о трансфере Роналдиньо за 5,1 млн евро, который подписал контракт на 5 лет, что полностью не устроило бразильский клуб. Последний месяц бразилец провёл в «Гремио», болельщики которого начали кампанию против игрока, надев чёрные нарукавные повязки, брат Роналдиньо, Роберто Ассис, был объявлен предателем, а все действия Роналдиньо всегда сопровождались свистом.

### «Пари Сен-Жермен»

#### Сезон 2001/02
15 февраля 2001 года Роналдиньо подписал пятилетний контракт с французским клубом «Пари Сен-Жермен». Сам парижский клуб заплатил за трансфер футболиста €5 млн. По прибытии в Париж, Роналдиньо получил футболку с номером 21 и был выставлен в линию атаки вместе с нападающим Алоизио и полузащитниками Микель Артета и Джей-Джей Окоча. Роналдиньо дебютировал за новый клуб в матче французской лиги 4 августа 2001 года против «Осера», закончившийся вничью со счётом 1:1. Роналдиньо провёл большую часть сезона 2001/2002, чередуя за собою роль скамеечника и роль игрока основного состава. Первый гол за клуб Роналдиньо забил 13 октября в матче против «Лиона» (2:2), реализовав пенальти, и выйдя при этом за 10 минут до гола на замену. Возвратившись с зимних каникул Роналдиньо выдал потрясающую серию, забив в четырёх матчах подряд. Он записал на свой счёт потрясающие голы в матчах с «Монако», «Ренном», «Лансом» и «Лорьяном». 16 марта 2002 года Роналдиньо записал на свой счёт первый дубль в составе клуба, отличившись два раза в матче против «Труа» (3:1). Он забил свой последний гол в сезоне 27 апреля в матче против «Меца» (2:0).

#### Сезон 2002/03
В начале нового сезона Роналдиньо сменил свой 21 игровой номер на 10. Бразильский нападающий стал чаще попадать в стартовый состав. Хотя его выступления в клубе во втором сезоне не привели болельщиков в восторг, Роналдиньо стал лучшим игроком сезона в клубе. 26 октября 2002 года Роналдиньо забил два гола, тем самым поучаствовав в победе парижан в Ле Классико над «Марселем» (3:1). Первый гол Роналдиньо забил великолепным штрафным ударом поверху, обойдя нескольких игроков «Марселя», на 18 ярдов. В ответном матче он снова забил, и его клуб выиграл 3:0. Роналдиньо так же был похвален за игру в полуфинале Кубка Франции, когда он забил два гола и помог выиграть своему клубу со счётом 2:0 над «Бордо» и дал путёвку «Пари Сен-Жермен» в финал. Но в финале Кубка парижане проиграли «Осеру» со счётом 1:2, пропустив гол на последней минуте. Несмотря на грандиозные выступления Роналдиньо, «Пари Сен-Жермен» занял в турнирной таблице чемпионата всего лишь 11 место. После окончания сезона, Роналдиньо заявил, что готов покинуть клуб, потому что он не пробился в еврокубки.
Итого за клуб: Два сезона (2001—2003), 86 матчей, 25 голов, 18 голевых передач.

### «Барселона»

#### Сезон 2003/04
Первоначально президент «Барселоны» Жоан Лапорта обещал приобрести в клуб англичанина Дэвида Бекхэма, однако после того, как тот перешёл в «Реал Мадрид», сосредоточил свои усилия на покупке Роналдиньо. 19 июля 2003 года, после очень трудных переговоров, Роналдиньо стал игроком «Барселоны», заплатившей за трансфер бразильца 32,25 млн евро. Он дебютировал в составе команды в товарищеской игре с «Миланом», забив гол, а его клуб выиграл 2:0. В официальной игре он дебютировал в матче с «Атлетиком Бильбао», который «Барса» обыграла 1:0. Первый гол в официальной игре он забил в ворота «Севильи». Во втором круге Роналдиньо получил травму и некоторое время не выступал. Всего в своём первом сезоне в составе «Барселоны» Роналдиньо провёл 45 матчей и забил 22 гола. Сама «Барса» заняла второе место в чемпионате Испании. По окончании сезона Роналдиньо был признан лучшим иностранным игроком чемпионата Испании. В том же году он получил титул лучшего футболиста мира по версии ФИФА, который был ему вручён 20 декабря 2004 года. Однако в опросе на «Золотой мяч» Роналдиньо занял только третье место, набрав 133 очка, уступив Андрею Шевченко (175 очков) и Деку (139 очков).

#### Сезон 2004/05

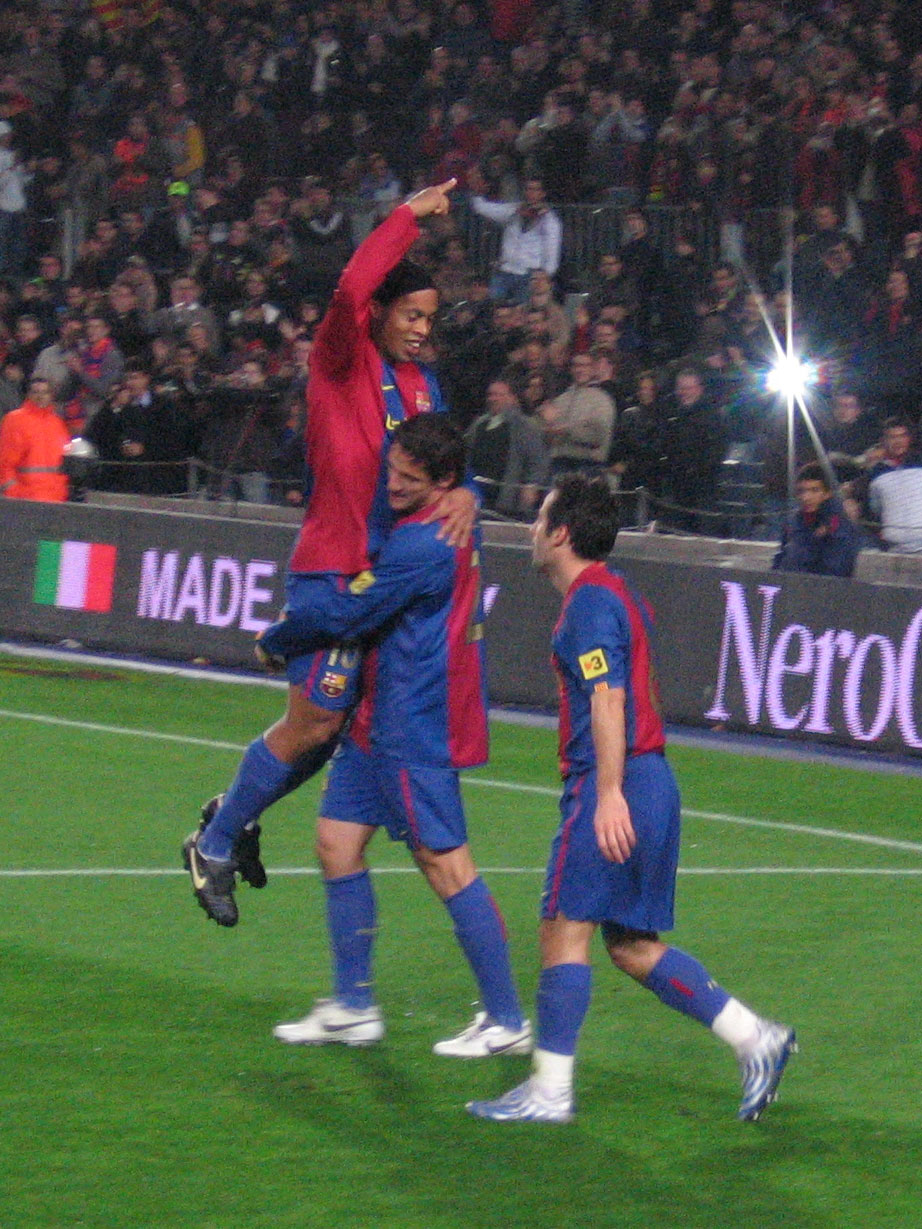
Роналдиньо празднует гол

В сезоне 2004/2005 Роналдиньо выиграл титул чемпиона Испании, однако в Лиге чемпионов клуб проиграл на стадии 1/8 финала «Челси», несмотря на то, что Роналдиньо забил два гола своей команды в гостевой игре (общий счёт 4:5). По окончании сезона Роналдиньо получил титул лучшего игрока мира по версии ФИФПРО, а также «Золотой мяч» (набрав 225 очков, что на 77 очков больше, чем у занявшего 2-е место Фрэнка Лэмпарда), и второй подряд титул лучшего футболиста ФИФА (набрав 956 очков, что на 650 очков больше, чем у занявшего 2-е место Лэмпарда). В том же сезоне он продлил свой контракт с клубом до 2010 года, по которому он мог покинуть ряды «сине-гранатовых» лишь за 85 млн фунтов, несмотря на то, что клуб предлагал продлить контракт до 2014 года.

#### Сезон 2005/06

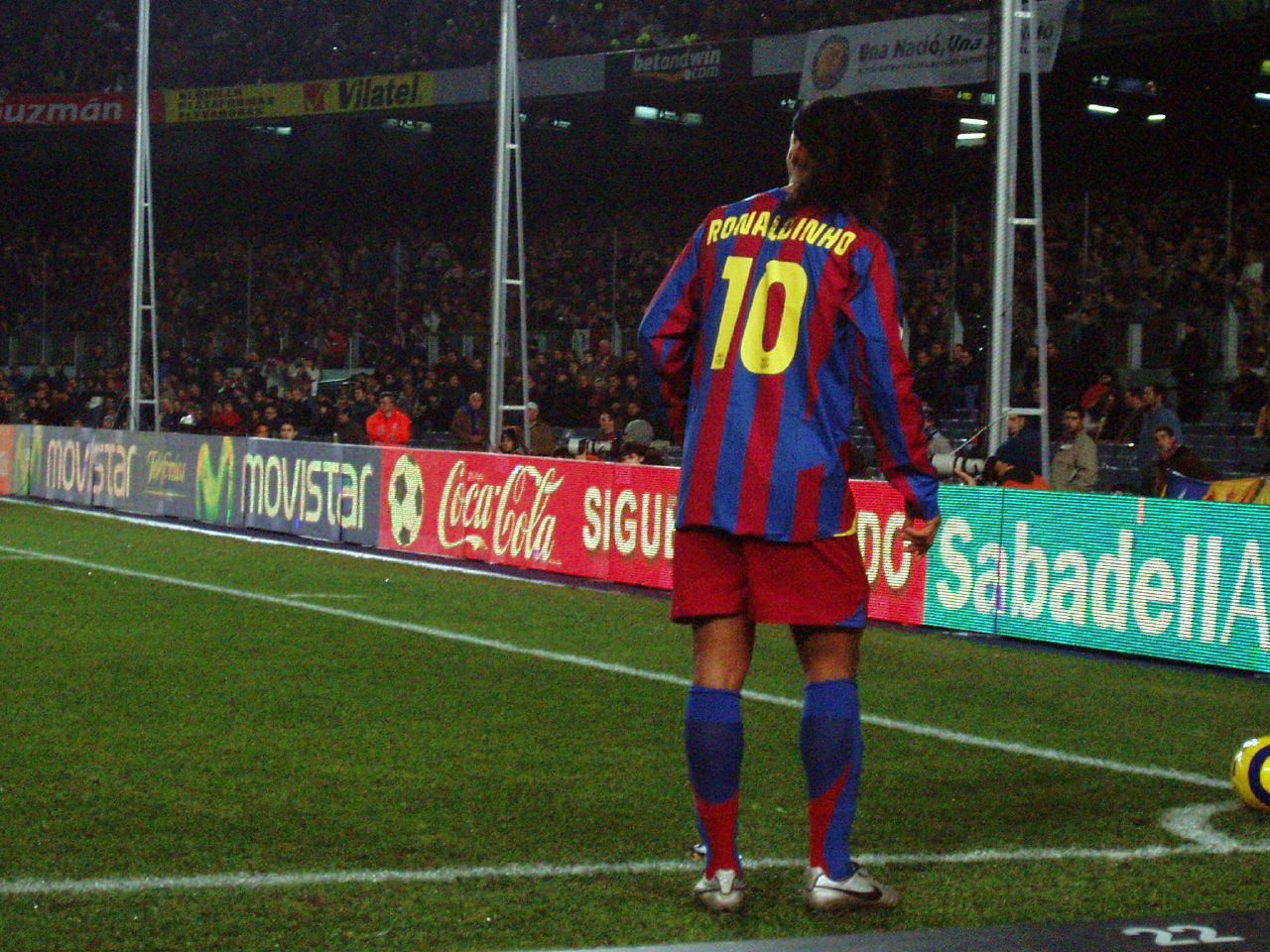
Роналдиньо подаёт угловой, 2005 год

В сезоне 2005/2006 19 ноября Роналдиньо забил дубль в ворота мадридского «Реала» на «Сантьяго Бернабеу», в конце игры, когда бразилец уходил на замену, он был удостоен аплодисментов от поклонников «Королевского клуба». В том же году «Барса» вышла в финал Лиги чемпионов, который клуб выиграл у «Арсенала» со счётом 2:1. За неделю до этого сине-гранатовые, после победы 1:0 над «Сельтой», отпраздновали победу в чемпионате Испании. За это Роналдиньо был признан лучшим игроком Лиги чемпионов (забил 7 голов и сделал 4 голевые передачи в матчах турнира) и лучшим иностранным футболистом чемпионата Испании. В этом же сезоне он установил свой рекорд по количеству голов — 26 мячей.

#### Сезон 2006/07

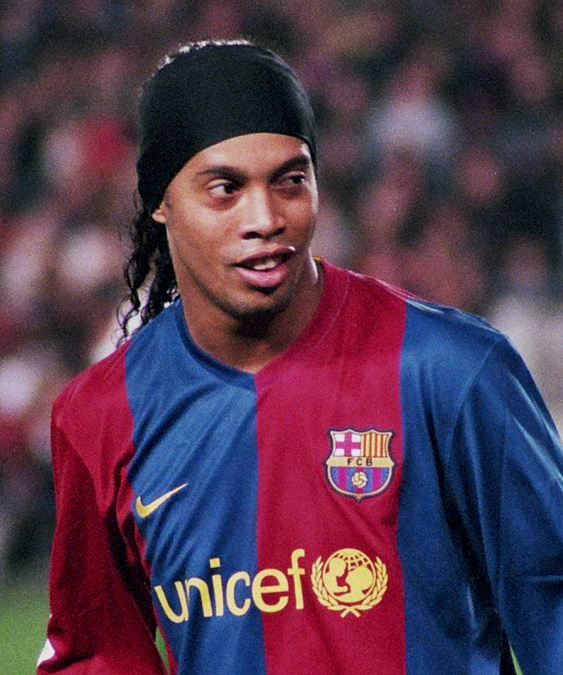
Роналдиньо

В начале следующего сезона Роналдиньо стал часто подвергаться критике, в том числе и от главного тренера «сине-гранатовых» Франка Райкарда, считавшего, что бразилец не мог набрать хорошую физическую форму. Брат и агент футболиста говорили, что ухудшение формы форварда связано с травлей, организованной в прессе. 25 ноября Роналдиньо забил свой 50-й гол в чемпионате Испании, поразив ворота «Вильярреала», в той же игре он забил через себя в падении. Позже Роналдиньо сказал журналистам, что мечтал забить такой гол, когда был ещё мальчиком. В ноябре 2006 года Роналдиньо занял 4-е место в голосовании на «Золотой мяч», а месяц спустя занял третье место в опросе на лучшего игрока мира ФИФА. 14 декабря 2006 года Роналдиньо забил гол и сделал две голевые передачи в полуфинале клубного чемпионата мира с «Америкой», но в финале турнира «Барса» проиграла бразильскому «Интернасьоналу» 0:1. В январе Роналдиньо вошёл в команду года УЕФА, набрав наивысшие 292 000 номинаций. В марте Роналдиньо пропустил благотворительный матч из-за травмы, полученной в матче с «Реалом» (3:3). Весной Райкард начал искать новые тактические схемы игры команды, из-за чего Роналдиньо пришлось сыграть и на месте центрфорварда, и на позиции левого полузащитника, на которых он не играл много лет. В 36-м туре, в матче с «Хетафе», Роналдиньо получил красную карточку, после чего покинул поле в истерике, из-за которой он не смог участвовать в «золотом матче» «Барселоны» с «Эспаньолом». Осенью «Челси» предложил за трансфер Роналдиньо 70 млн евро, однако «Барса» отказала.

#### Сезон 2007/08
Начало сезона 2007/2008 вышло для Роналдиньо неудачным, дошло до того, что болельщики «Барсы» стали освистывать бразильца, к тому же подготовке к сезону помешала травма икроножной мышцы, из-за которой он пропустил несколько первых игр. 3 февраля 2008 года Роналдиньо провёл свой 200-й матч за «Барселону» против «Осасуны». В середине сезона Райкард, недовольный отношением бразильца к тренировкам, вывел Роналдиньо из состава команды. Райкард доверил Роналдиньо место в стартовом составе в домашней игре с «Реалом», однако бразилец чрезвычайно неудачно провёл игру, проигранную «сине-гранатовыми», а вину за поражение общественность возложила на него. 3 апреля Роналдиньо получил разрыв мускула на правой ноге, в результате он выбыл на срок 6 недель, вследствие чего сезон для него был закончен. 19 мая Лапорта заявил, что «Роналдиньо нуждается в новом вызове», утверждая, что бразильцу нужен новый клуб, чтобы восстановить уровень своих выступлений. Владелец «Манчестер Сити» Таксин Чиннават сказал 6 июня, что его клуб интересовался Роналдиньо. Последний матч за «Барселону» Роналдиньо провёл 28 июня в Венесуэле в выставочной игре против расизма, в которой он забил 2 гола, а матч завершился со счётом 7:7. В начале июля 2008 года «Манчестер Сити» вновь предпринял попытку купить Роналдиньо за 25,5 млн фунтов, однако футболист не захотел переезжать в Англию.

### «Милан»

#### Сезон 2008/09
Роналдиньо был куплен «Миланом» 15 июля 2008 года. Миланский клуб заплатил «Барселоне» 21 млн евро + 4 млн при квалификации «россонери» в турнир Лиги чемпионов. Годовая зарплата Роналдиньо в новом клубе составила 6,5 млн евро. 17 июля форвард был официально представлен как футболист «Милана», подписав контракт до 30 июня 2011 года в прямом телевизионном эфире. Тем же вечером он был представлен тиффози «россонери» на «Сан-Сиро», куда собралось 40 000 зрителей. В «Милане» Роналдиньо взял номер 80, из-за того, что 10-ка принадлежала нидерландцу Кларенсу Зеедорфу.

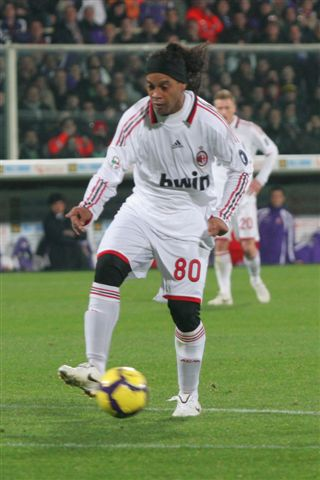
Роналдиньо в составе «Милана»

Роналдиньо дебютировал в составе «Милана» 31 августа 2008 года в матче с «Болоньей», который «россонери» проиграли 1:2. 28 сентября он забил первый гол за клуб, поразив головой, после передачи соотечественника Кака, ворота «Интера», и принеся победу своей команде 1:0. 19 октября 2008 года Роналдиньо сделал первый «дубль» за клуб, забив два гола в ворота «Сампдории». 6 ноября Роналдиньо забил гол в матче Кубка УЕФА против «Браги», принеся победу своей команде 1:0. Несмотря на достаточно удачное начало, в середине сезона Роналдиньо перестал выходить в стартовом составе команды, часто появляясь со скамьи запасных. Всего в первом сезоне в «Милане» Роналдиньо провёл 36 матчей и забил 10 голов.

#### Сезон 2009/10
Начало второго сезона в «Милане» для Роналдиньо вышло очень удачным, что нравилось главному тренеру команды, Леонардо:

«К сожалению, он пока не показывает свои лучшие качества. Если он будет в хорошей форме, действительно соскучится по футболу, то только тогда он сможет принести пользу команде Дело не в том, нравится мне или нет Роналдиньо, но мы с владельцем клуба по-разному смотрим на ситуацию с бразильцем. Берлускони знает, что в его составе есть бриллиант, и хочет, чтобы тот сверкал как можно ярче. Я же вижу Роналдиньо каждый день и считаю по-другому. По-моему, сейчас ключевой момент в карьере Роналдиньо. Каждый день он отлично тренируется. Нужно, чтобы это проявлялось и в матчах, чтобы он отрабатывал эти моменты снова и снова. Тогда нас ждёт успех. Ему нужно изменить своё отношение к играм и делать всё, чтобы показывать стабильный футбол».
Вскоре появилась информация о желании Роналдиньо завершить карьеру игрока, но брат футболиста заявил, что это сообщение является вымышленным. В октябре, перед матчем «Милана» в Лиге чемпионов с «Цюрихом», бразилец был замечен в ночном клубе в 2.30, за что его оштрафовали. В начале сезона 2009/2010 Роналдиньо был вручён приз Golden Foot, присуждаемый лучшему игроку старше 29 лет в Европе. 21 октября в матче Лиги чемпионов с «Реалом» Роналдиньо ударил форварда «Королевского клуба» Рауля по голове во время стычки игроков команд. Вскоре Роналдиньо набрал хорошую форму, а после матча с «Сампдорией», где Рони был лучшим игроком встречи, президент «Милана» Сильвио Берлускони сказал, что Роналдиньо возродился как игрок. Сам Роналдиньо согласился с такой оценкой: «Я даже стал лучше, нежели был раньше. Я год потратил на то, чтобы учиться, причём не только на футбольном поле. После этого мне стало намного проще, всё стало складываться и помимо моей воли. Я хочу стать на чемпионате мира в ЮАР главной звездой. Это мне по плечу. Я и так пропустил отборочную кампанию, чего со мной ещё не случалось, нужно навёрстывать».

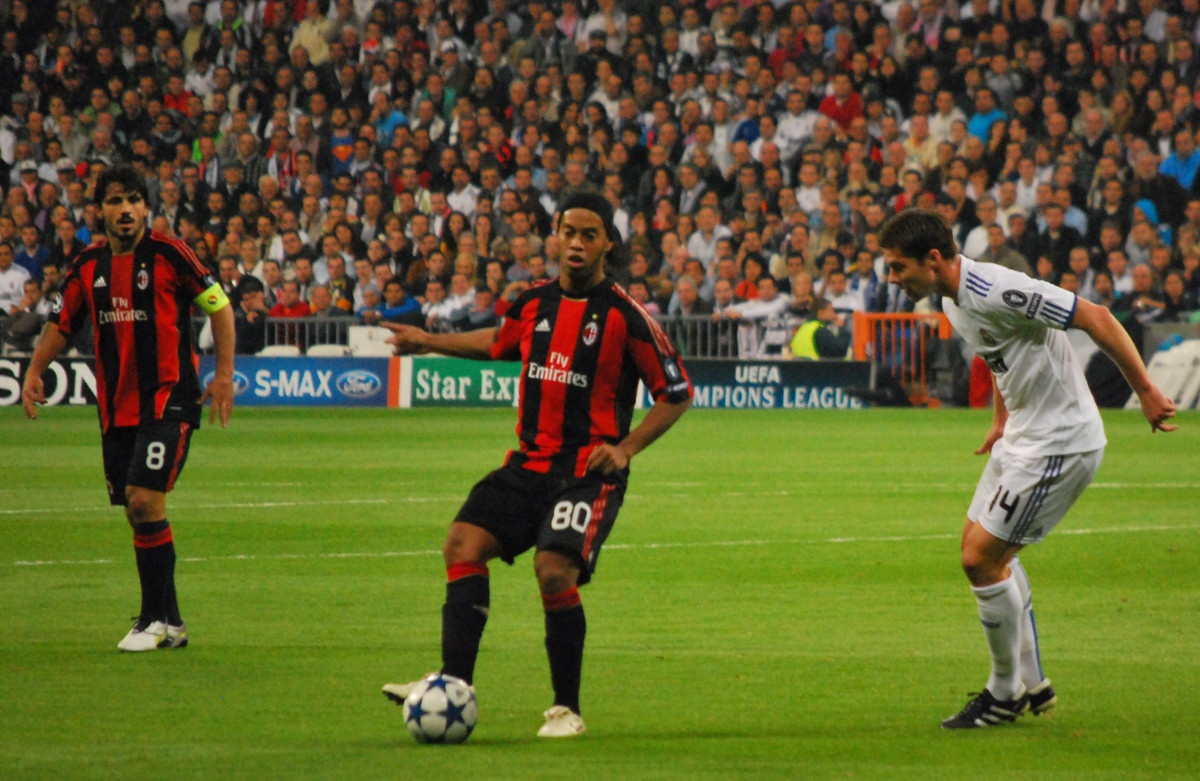
Роналдиньо в игре «Милана»

В январе 2010 года руководство «Милана» захотело продлить контракт с Роналдиньо. 10 января Роналдиньо забил два гола в матче с «Ювентусом», после игры он сказал, что доволен своей игрой и счастлив в команде: «Я счастлив. „Милан“ создал все условия, чтобы хорошо работать. Теперь я выхожу на поле с уверенностью и большим желанием сделать то, чего хочу. Я был недоволен, когда не играл. Но с Леонардо я регулярно получаю игровую практику. Нахожусь в хорошей форме, так что всё отлично. Я лишь хочу показать лучшее, на что способен, и помочь „Милану“ что-то выиграть». 17 января 2010 года Роналдиньо сделал хет-трик в ворота «Сиены» в матче 20-го тура чемпионата Италии. Перед матчем 21 тура с «Интером», который «Милан» проиграл 0:2, Роналдиньо три дня подряд развлекался в одном из отелей Милана, за что был оштрафован своим клубом.
13 апреля 2010 года Роналдиньо продлил контракт с «Миланом» до 2014 года. 16 мая, в последнем туре чемпионата, Роналдиньо забил два гола в ворота «Ювентуса», принеся своей команде победу со счётом 3:0. По итогам первенства, «Милан» занял 3-е место. Роналдиньо с 15-ю голевыми пасами стал лучшим ассистентом серии А, по системе гол+пас он занял 3-е место — 12 голов и 15 голевых передач. Всего за сезон Роналдиньо сделал 18 голевых передач.

#### Сезон 2010/11
В начале следующего сезона пошли слухи о скором уходе Роналдиньо из «Милана». К тому же он перестал показывать прошлогодний уровень игры и выражал недовольство тактикой нового главного тренера команды, Массимилиано Аллегри. В ноябре Ронни был замечен в одном из баров, что вызвало недовольство главного тренера команды, который вывел футболиста из стартового состава «россонери». Сам бразилец сказал, что готов бороться за место в составе команды. Но несмотря на эти слова футболист провёл переговоры по поводу перехода в «Палмейрас» или «Гремио». 30 декабря 2010 года вице-президент «Милана», Адриано Галлиани, сказал, что «Роналдиньо уйдёт из „Милана“ в январе. Сейчас у него нет желания тренироваться с командой, потому что он больше не чувствует себя её частью». 8 января 2011 года в эфире бразильского канала SporTV Галлиани заявил, что Роналдиньо на 99,99 % игрок «Фламенго».

### «Фламенго»

#### Сезон 2011
10 января 2011 года Роналдиньо перешёл во «Фламенго», при этом президент клуба Патрисия Аморин поблагодарила совет директоров «за прозорливость и мудрость, проявленные в ходе переговоров». Контракт подписан на 4 года. 2 февраля 2011 года дебютировал за «rubro-negro» в домашнем матче 5-го тура Кубка Гуанабара против «Нова Игуасу». 6 февраля 2011 года в выездном матче 6-го тура Кубка Гуанабара против «Боависты» открыл счёт своим голом за «Фламенго» (на 23-й минуте реализовал пенальти за снос Дейвида вратарём хозяев Тиаго Шмидтом в пределах штрафной).
16 февраля 2011 года в матче 1-го раунда Кубка Бразилии против «Муриси» Роналдиньо забил первый гол «с игры» за «Фламенго» (на 66-й минуте Ронни открыл счёт матча, ударом головой в дальний угол) Матч закончился со счётом 3:0 в пользу «Фламенго». 27 февраля забил единственный гол в финале Кубка Гуанабара против «Боависты» (реализовал штрафной с расстояния 24-х метров за фол против Тиаго Невеса). 28 июля в матче против «Сантоса» Роналдиньо забил три гола и сделал голевую передачу, принеся победу своей команде со счётом 5:4.

### «Атлетико Минейро»

#### Сезон 2012
4 июня 2012 года Роналдиньо подписал контракт с «Атлетико Минейро» сроком на 6 месяцев. Он взял 49-й номер в связи с тем, что его любимая десятка была занята Гусманом Гильерме. Роналдиньо дебютировал за клуб 9 июня в матче против «Палмейраса», который завершился победой Атлетико со счётом 1:0. Первый гол за клуб Роналдиньо забил 23 июня в матче против «Наутико Ресифи», который он реализовал с пенальти.

#### Сезон 2014
9 января 2014 года Роналдиньо подписал новый контракт с бразильским клубом. 28 июля 2014 года игрок расторг контракт с клубом.

### «Керетаро»
5 сентября 2014 года Роналдиньо подписал однолетний контракт с мексиканским клубом «Керетаро». 17 сентября он дебютировал в составе команды в матче с «Тигрес», в котором «Керетаро» проиграл 0:1, а сам бразилец не реализовал пенальти.

### «Флуминенсе»
12 июля 2015 года Роналдиньо перешёл во «Флуминенсе», подписав контракт до конца 2016 года. Однако уже 29 сентября 2015 года после 7 матчей в составе команды расторг контракт с клубом по обоюдному согласию.
16 января 2018 года Роналдиньо официально завершил игровую карьеру.

### Футзал в Индии
В июле 2016 года Роналдиньо играл за «Goa 5», футзальную команду из Гоа в Индии, вместе с Райаном Гиггзом, Полом Скоулзом, Мичелом Сальгадо и Эрнаном Креспо. После двух игр он покинул Индию, чтобы стать послом Летних Паралимпийских игр 2016 года в Рио-де-Жанейро.
С сентября по начало октября 2017 года Роналдиньо присоединился к «Delhi Dragons» из Дели в Премьер-лиге по футзалу. Он забил 16 голов в восьми играх.

### Уход из спорта
16 января 2018 года Роналдиньо подтвердил свой уход из футбола через своего агента: «Он остановился, всё кончено. Давайте сделаем что-нибудь довольно большое и красивое после чемпионата мира по футболу в России, вероятно, в августе». Такой праздник должен был состояться через три года после его последнего выступления в «Флуминенсе», но так и не состоялся. Он ушёл в отставку как один из восьми игроков, выигравших чемпионат мира по футболу, Лигу чемпионов УЕФА и Золотой мяч.
Роналдиньо появился на церемонии закрытия чемпионата мира по футболу 2018 на стадионе «Лужники» в Москве 15 июля, исполнив несколько тактов русской народной песни «Калинка» в исполнении оперной певицы Аиды Гарифуллиной, на африканском барабане.

## Карьера в сборной

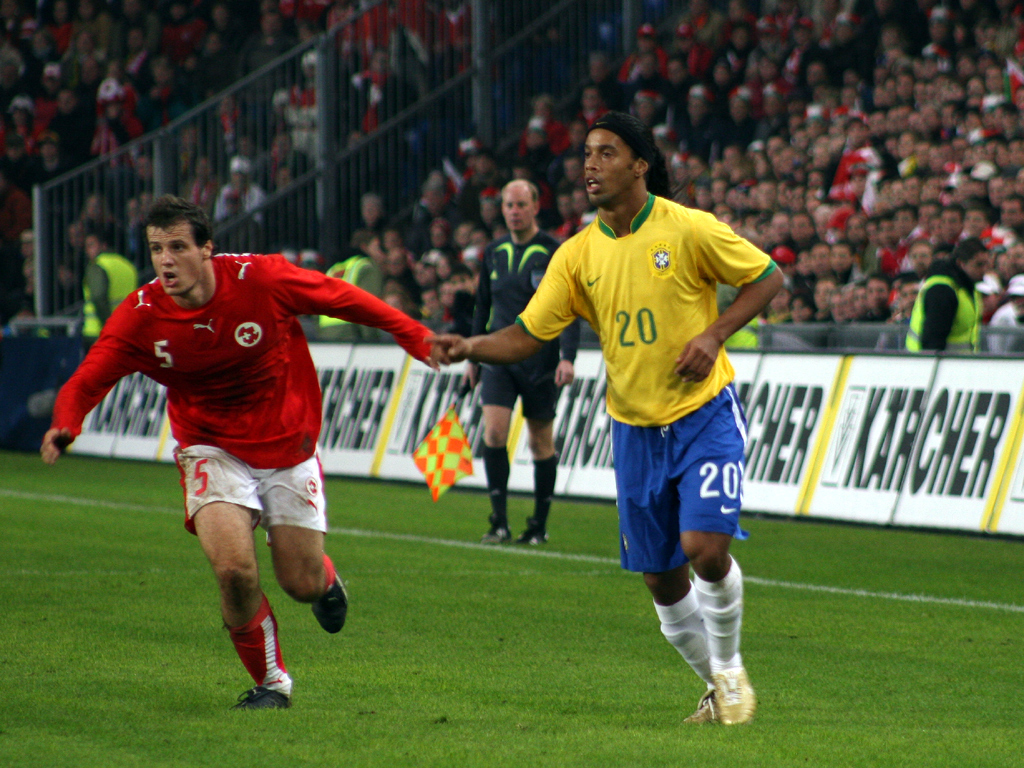
Роналдиньо в матче со Швейцарией, 2006 год

Роналдиньо начал свои международные выступления со сборной до 17 лет, с которой выиграл чемпионат мира, проходивший в 1997 году в Египте. На этом турнире он забил два гола, первый — в ворота Австрии в первом матче для бразильцев, завершившимся со счётом 7:0. Кроме того, по итогам розыгрыша получил «Бронзовый мяч» — награду третьему игроку турнира.

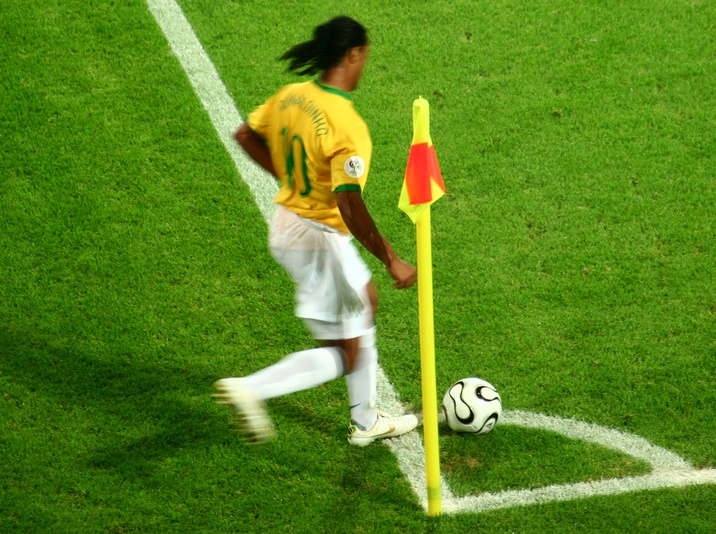
Роналдиньо 22 июня 2006 года

В 1999 году Роналдиньо принял участие в молодёжном чемпионате мира, где забил гол в последней игре на групповой стадии в ворота Замбии. В 1/8 финала Роналдиньо забил два гола в ворота Хорватии, а его команда выиграла 4:0. В 1/4 финала Бразилия проиграла Уругваю.
26 июня 1999 года, за 3 дня до начала Кубка Америки, Роналдиньо дебютировал в составе первой сборной Бразилии в товарищеской игре с Латвией, которую бразильцы выиграли 3:0. Во второй своей игре — с Венесуэлой на Кубке Америки, Роналдиньо забил один из семи безответных мячей своей команды. Тот Кубок Америки Бразилия выиграла, а Роналдиньо провёл на турнире 4 матча и забил 1 гол. Через неделю после завершения Кубка Америки, Роналдиньо был вызван на Кубок конфедераций, где он провёл все матчи, кроме финальной игры (которую Бразилия проиграла 3:4 Мексике), а также сделал хет-трик 1 августа, в игре с Саудовской Аравией, выигранной бразильцами 8:2. Роналдиньо за свои выступления был признан лучшим игроком и лучшим бомбардиром турнира с 6-ю голами (столько же забили Марзук аль-Отаиби и Куаутемок Бланко).

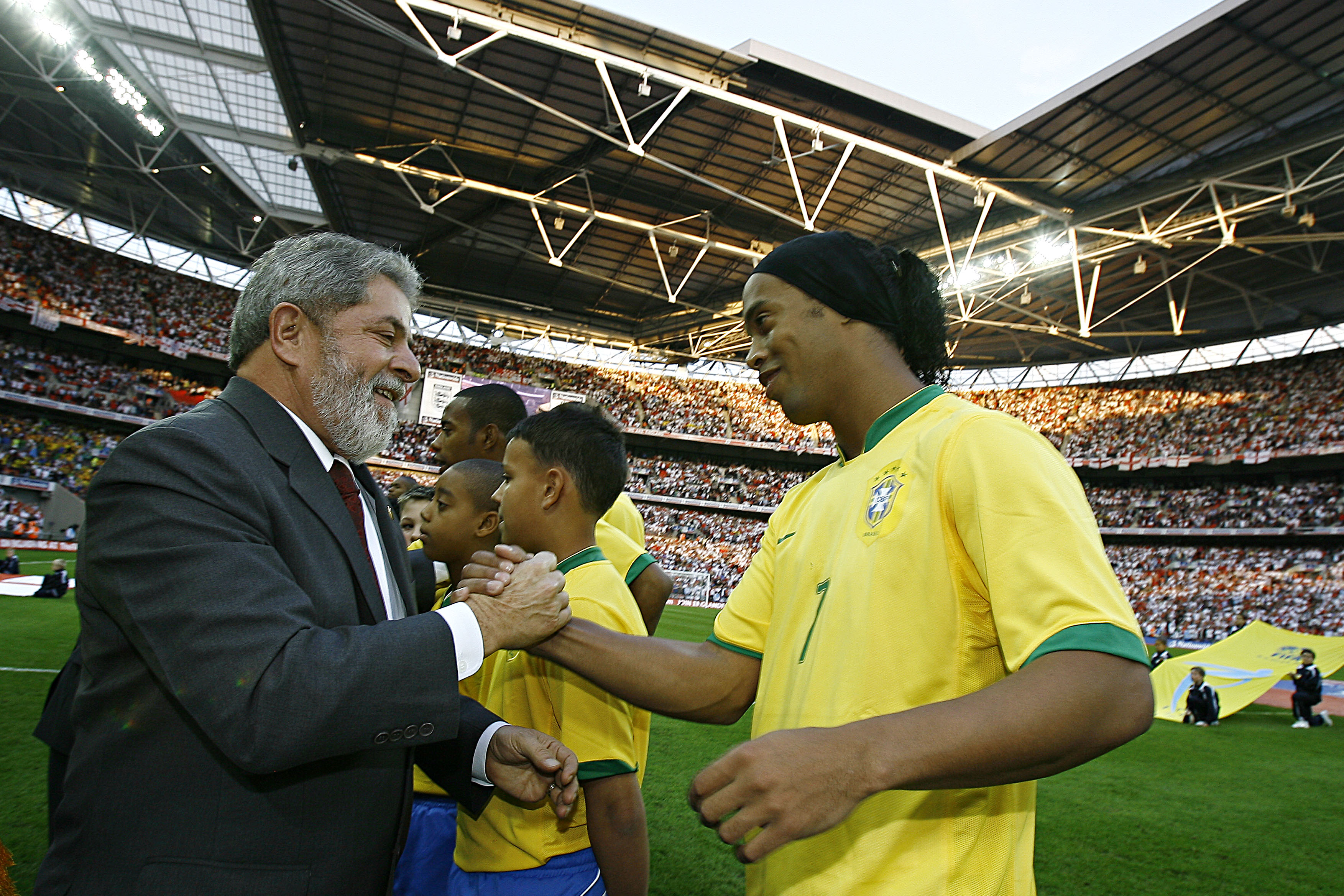
Роналдиньо и президент Бразилии Лула да Силва

В 2000 году Роналдиньо участвовал с молодёжной сборной Бразилии на Олимпиаде в Сиднее. Ранее, в том же году, он помог бразильцам выиграть Предолимпийский турнир, забив 9 голов в 7-ми играх. Однако на самом соревновании Бразилия вылетела в 1/4 финала, проиграв Камеруну. Роналдиньо провёл на турнире все 4 игры и забил 1 гол в проигранном матче с Камеруном.

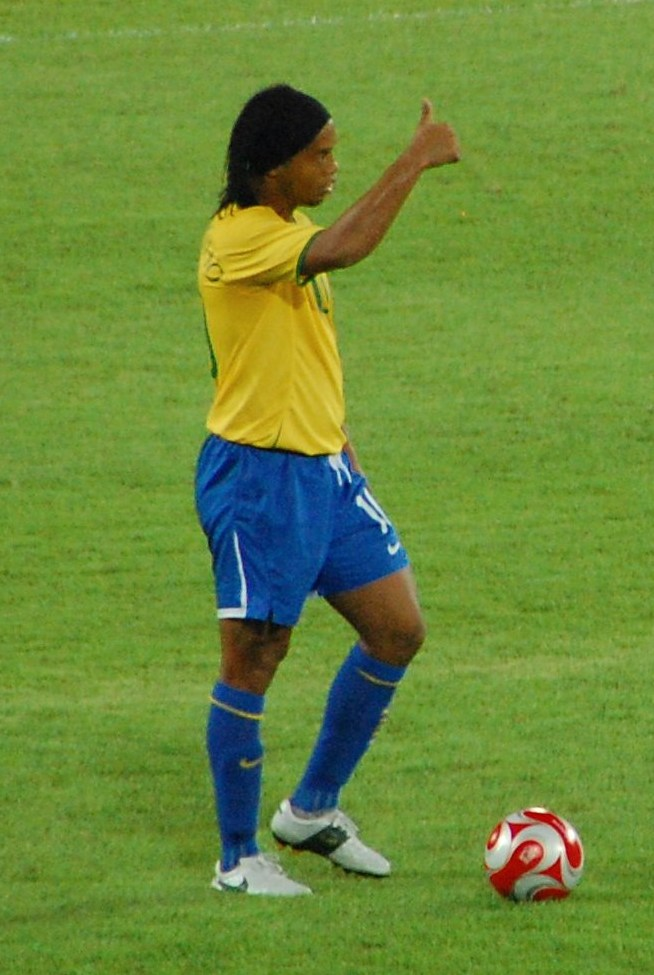
Роналдиньо на Олимпиаде 2008

В 2002 году Роналдиньо участвовал на своём первом чемпионате мира. На турнире он сыграл 5 игр и забил 2 гола. Первый гол он забил на групповой стадии в ворота Китая, в игре, где бразильцы победили 4:0. Второй мяч Роналдиньо забил в ворота Англии 21 июня, этот гол принёс бразильцам победу: на 50-й минуте встречи Роналдиньо ударом с 35 метров поразил ворота Дэвида Симэна. Через 7 минут Роналдиньо был удалён с поля после фола на защитнике англичан Дэнни Миллзе. Из-за этого он пропустил полуфинальный матч, но вышел в финале и помог своей команде победить Германию и стать чемпионом мира.
В 2003 году Роналдиньо участвовал в Кубке конфедераций, однако там бразильцы не смогли выйти из группы, а сам Рони провёл все 3 игры, но голов не забивал. В следующем году Роналдиньо не поехал на Кубок Америки, так как главный тренер команды Карлос Алберто Паррейра решил дать отдохнуть своим «звёздам» и привёз на турнир второй состав. В 2005 году Роналдиньо помог своей команде выиграть Кубок конфедераций, а также был назван лучшим игроком финальной игры, где бразильцы победили Аргентину со счётом 4:1. На турнире Роналдиньо забил 3 гола.
В 2006 году он участвовал в чемпионате мира, где провёл все 5 матчей бразильцев. Он был частью «магического квадрата» нападения команды, составленного из Роналдо, Кака, Адриано и его самого. Однако четвёрка нападения забила на турнире только 5 голов. Сам Роналдиньо голов не забил, более того, он сделал лишь одну голевую передачу (на Жилберто в матче с Японией). В 1/4 финала Бразилия проиграла Франции 0:1, нанеся лишь один удар по воротам французов. Вся команда была раскритикована по возвращении домой. 3 июня, спустя 2 дня после проигрыша Франции, вандалы разрушили 7,5-метровую статую Роналдиньо из стекловолокна и смолы в Шапеко, поставленную в 2004 году в честь завоевания игроком звания лучшего игрока мира по версии ФИФА. Тем же днём Роналдиньо, к которому присоединился Адриано, уехали в Барселону и провели вечеринку в доме Роналдиньо, продолженную до утра в ночном клубе. Это привело к увеличению доли сторонников мнения, что бразильские футболисты не полностью выкладывались на поле.

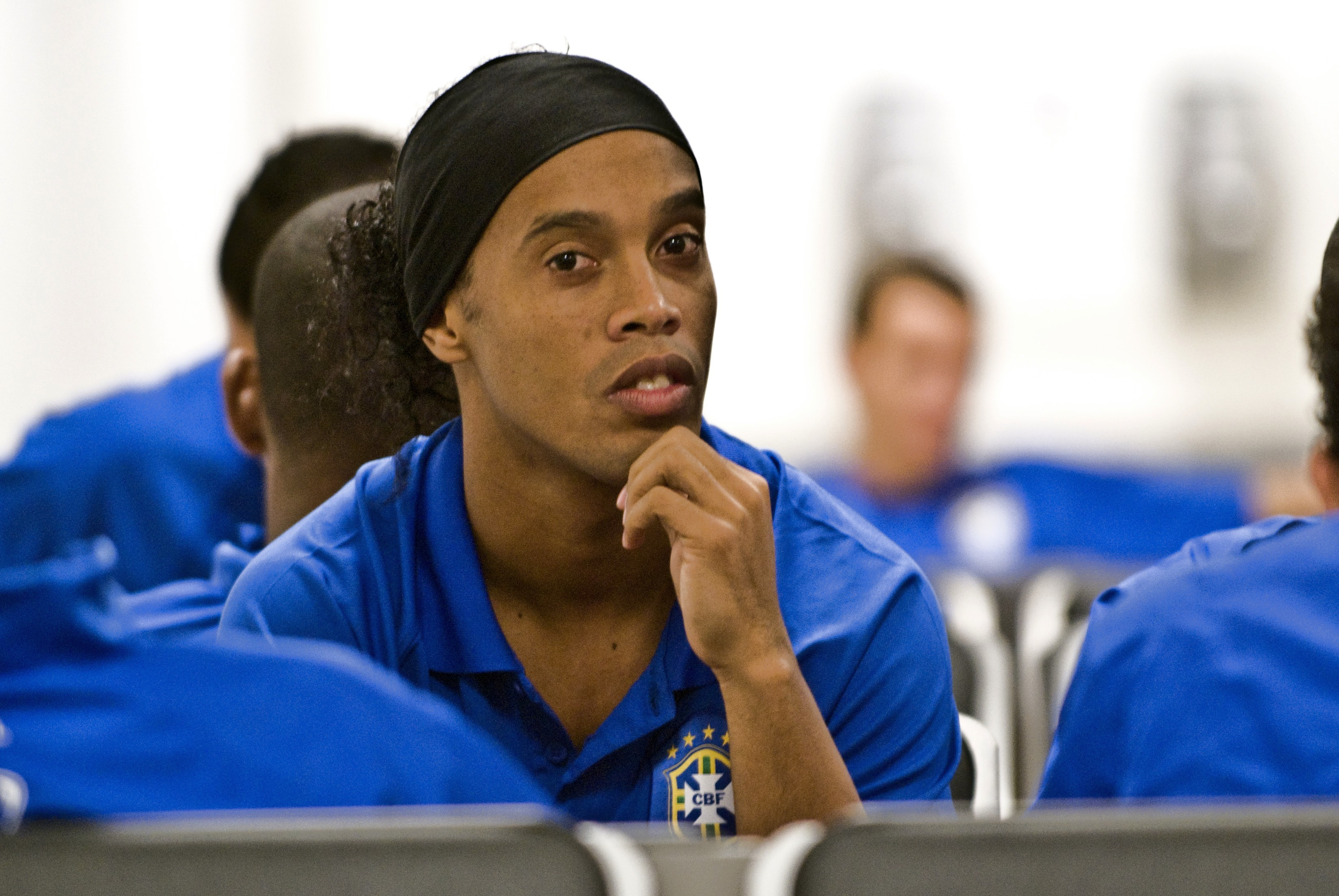
Роналдиньо 18 ноября 2007 года

24 мая 2007 года Роналдиньо дважды забил в ворота Чили, что стало первым его результативным матчем, начиная с Кубка конфедераций 2005, тем самым, он прервал свою 2-летнюю безголевую полосу в национальной команде. В том же году он попросил не вызывать его на Кубок Америки, мотивировав это усталостью. 18 октября Роналдиньо опоздал на сборы «Барселоны» после матча в составе сборной с Эквадором из-за того, что он, вместе с несколькими игроками бразильцев, веселился в одном из самых престижных ночных клубов Рио-де-Жанейро, уехав оттуда лишь в 11 часов утра.
7 июля 2008 года Роналдиньо был назван в числе трёх возрастных игроков, которые поедут на Олимпиаду. «Барселона» первоначально запретила Роналдиньо ехать на турнир, однако бразилец перешёл в «Милан», который не стал чинить препятствий поездке на турнир своего игрока. Роналдиньо забил на турнире 2 гола, оба — в ворота Новой Зеландии. Бразильцы дошли до полуфинала турнира, где проиграли Аргентине. В матче за 3-е место Бразилия победила Бельгию 3:0.
После перехода в «Милан» Роналдиньо сначала потерял место в стартовом составе бразильцев, а затем вовсе перестал вызываться в стан национальной команды. Осенью 2009 года Роналдиньо набрал хорошую форму и выразил желание вернуться в сборную. Несмотря на удачное выступление, Роналдиньо попал только в список запасных игроков сборной. Это решение было раскритиковано председателем оргкомитета чемпионата мира, Дэнни Джорданом.
6 сентября 2010 года новый тренер сборной Бразилии, Мано Менезес, заявил, что даст Роналдиньо шанс закрепиться в национальной команде. 29 октября Роналдиньо впервые за полтора года был вызван в сборную Бразилии на товарищеский матч со сборной Аргентины. 17 ноября Роналдиньо впервые за полтора года вышел на поле в футболке сборной страны в матче с Аргентиной, в котором бразильцы проиграли 0:1.
18 августа 2011 года Мано Менезес вызвал Роналдиньо на товарищеский матч против сборной Ганы, который состоялся 5 сентября и закончился победой бразильцев с минимальным преимуществом — 1:0. Вскоре Роналдиньо был вызван на 2 матча Кубка Роки против сборной Аргентины, которые состоялись 15 и 29 сентября. На первый матч он вышел с капитанской повязкой, а встреча в итоге закончилась нулевой ничьей. Также Мано Менезес вызвал Роналдиньо на товарищеские матчи против сборных Коста-Рики и Мексики, которые состоялись 7 и 11 октября соответственно.
В заявку на чемпионат мира-2014 Роналдиньо не попал, уступив место более молодым товарищам.

## Характеристика игрока

### Позиция на поле и роль в команде

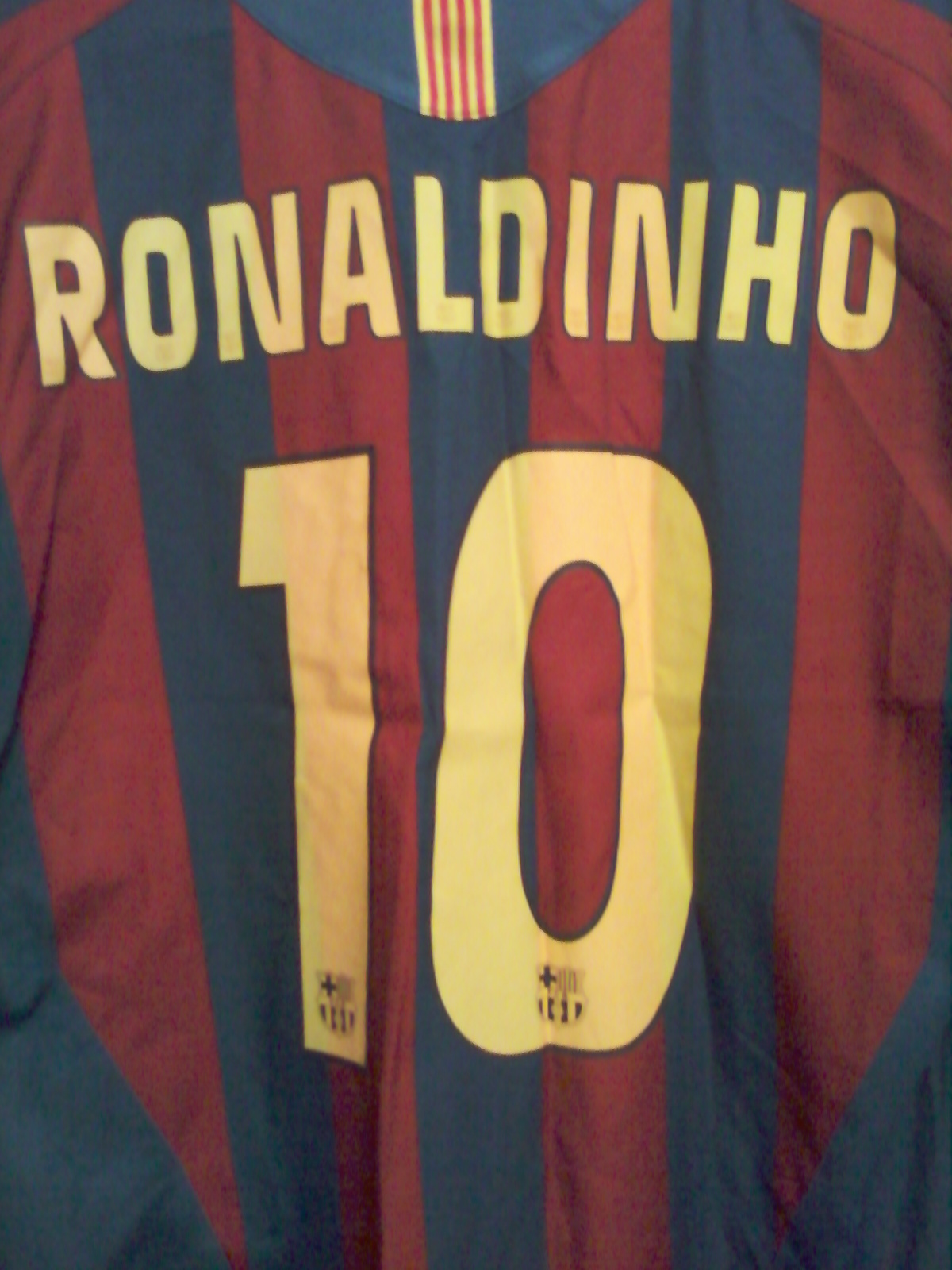
Футболка Роналдиньо в сезоне 2005/06. Бразилец носил номер 10 на протяжении всей своей клубной и международной карьеры

Роналдиньо считается одним из величайших игроков всех времён. Благодаря своей способности забивать мячи и создавать голевые моменты, он мог играть на нескольких атакующих позициях. На протяжении всей своей карьеры он часто использовался в качестве вингера, хотя обычно играл как классический номер 10 в роли атакующего полузащитника. Хотя Роналдиньо от природы правша, во время его игры в «Барселоне» тренер Франк Райкард иногда использовал его в качестве инвертированного вингера на левом фланге, в то время как левоногий Лионель Месси располагался справа; эта позиция позволяла ему прорываться внутрь и бить по воротам с более сильной ноги. Бразилец также был способен играть в качестве второго нападающего.

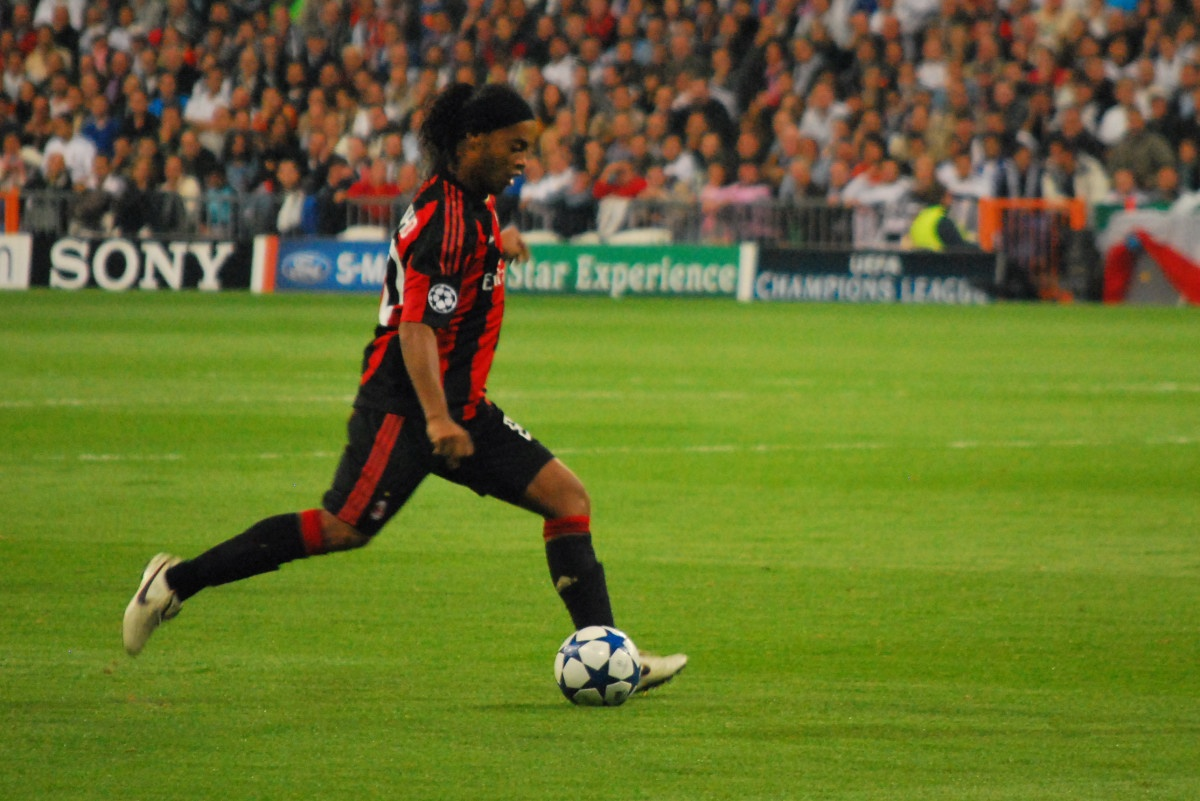
Помимо дриблинга и широкого спектра навыков, Роналдиньо был известен своей креативностью и видением поля

Несмотря на то, что Роналдиньо был в первую очередь креативным игроком, известным своим пасом, видением поля и ведения игры, он был точным завершителем с любой ноги, как изнутри, так и из-за пределов штрафной площади, а также мастером по штрафным ударам и пенальти. Хотя он был известен в первую очередь своим умением закручивать мяч в штрафную, он также был способен нанести мощный удар под стенку, а также иногда использовал технику «костяшка», которую популяризировал его соотечественник Жуниньо. Он считается одним из самых результативных исполнителей штрафных ударов в истории, а также повлиял на своего бывшего товарища по команде Месси, который впоследствии сам стал мастером по штрафным ударам.
На протяжении всей своей карьеры Роналдиньо высоко оценивался экспертами, в частности, за его технические навыки, чутьё и креативность, а также исключительное первое касание. Благодаря своему темпу, ускорению, атлетизму, контролю мяча и дриблингу он был способен обыгрывать игроков во время индивидуальных забегов, часто используя множество трюков и финтов, чтобы обойти соперников в ситуациях один на один, включая перехваты. Физически сильный при владении мячом, Ричард Уильямс писал: «Стройный по телосложению, бразилец обладает силой, скрывающей карикатурную улыбку». Он также включил в свой стиль игры такие броские приёмы, как задние пятки, велосипедные удары и пасы без замаха. В его репертуаре есть приём «эластико», которому он научился, просматривая видео одного из своих кумиров, бразильской звезды 1970-х годов Ривелино. Роналдиньо стал известен как один из лучших исполнителей финта, а в некоторых частях Африки, особенно в Нигерии, этот приём стали называть «гаушо», поскольку он популяризировал использование этого навыка.

### Имидж
ESPN описывает Роналдиньо как "искусного от природы, его трюки не имеют себе равных, и он прекрасно владеет мячом у своих ног. «Один из самых крутых игроков в ситуациях давления» и «быстрый, дерзкий, умелый, хитрый, раскованный плеймейкер», который обеспечивает «сочетание голов, передач, навыков и большого репертуара хитроумных приёмов». Златан Ибрагимович заявлял: «праймовый Роналдиньо был феноменален. Он заставлял соперников выглядеть как дети». Бывший полузащитник сборной Португалии Руй Кошта заявлял о его видении и умении пасовать: «Не так много игроков, которые могут отдать голевую передачу, как он. Он просто великолепен. Он — редкий случай ассистента, который может подать мяч из любой точки». В 2010 году его бывший партнёр по «Барселоне» Эдгар Давидс рассказал о нём: «По мастерству и трюкам Роналдиньо был лучшим игроком, с которым я когда-либо играл». Другой его бывший партнёр по испанскому клубу, Хенрик Ларссон, также поддержал это мнение. В 2019 году бразилец Виллиан назвал его величайшим игроком всех времён, а Жуниньо — самым искусным игроком, которого он когда-либо видел. В 2019 году FourFourTwo назвал его «возможно, лучшим техником в истории бразильского футбола», поставив его на пятое место в своём списке «101 величайший футболист за последние 25 лет». В 2006 году Ричард Уильямс из The Guardian назвал Роналдиньо «гением», а его бывший партнёр по команде «Барселона» Силвиньо сказал о нём: «Он настолько умён, настолько интеллигентен, что иногда трудно прочесть его мысли», а также добавил: «Он удивительный. Он на 100 процентов талантлив. К тому же он сильный игрок, так что его трудно остановить».
Бразильская легенда Тостао заявлял: «Роналдиньо обладает дриблингом Ривелино, видением Жерсона, духом и счастьем Гарринчи, темпом, мастерством и силой Жаирзиньо и Роналдо, техническими способностями Зико и креативностью Ромарио». Но прежде всего он обладал одной, очень особенной способностью: он заставлял вас улыбаться.
— Сид Лоу про Роналдиньо в январе 2018 года.
Несмотря на то, что Роналдиньо выступал на пике своей карьеры, в период самоотдачи и сосредоточенности, когда он дважды становился лучшим игроком года по версии ФИФА и получал «Золотой мяч», в СМИ его периодически критиковали за отсутствие дисциплины на тренировках, а также за гедонистический образ жизни вне поля, что сказалось на продолжительности его карьеры в целом. Говоря о Роналдиньо как о «детском гении Бразилии, который так и не повзрослел», Тим Викери писал, что именно внезапная смерть отца в столь юном возрасте могла заставить Роналдиньо отказаться от продолжения карьеры, руководствуясь принципом «жизнь коротка и может закончиться неожиданно, поэтому наслаждайся ею, пока можешь».

## Жизнь и деятельность (с 2015)

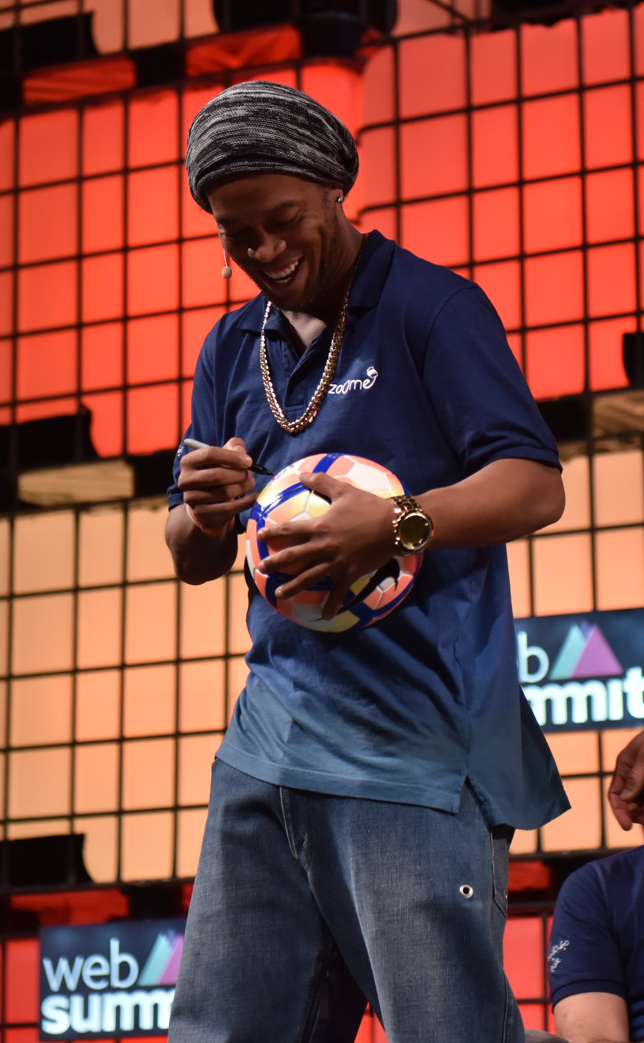
Роналдиньо на Web Summit

14 ноября 2015 года на «Олд Траффорд» Роналдиньо сыграл в команде Зинедина Зидана против команды Дэвида Бекхэма в благотворительном матче ЮНИСЕФ.
29 января 2016 года принял предложение сыграть в товарищеском матче под названием Noche Amarilla, или «Жёлтая Ночь». В нём эквадорская «Барселона» сразилась с перуанским «Универсидад Сан-Мартин». «Барселона» победила со счётом 4:3.
3 апреля 2016 года команда опубликовала видео, на котором Роналдиньо говорит, что будет играть за «Сьенсиано». Соглашение рассчитано на два матча. Не исключается, что он проведёт и несколько матчей в чемпионате второго дивизиона.
12 мая 2016 года экс-капитан сборной Бразилии принял участие в игре между бывшими звёздами сборной Мексики и «Легендами ФИФА». Матч был приурочен к 50-летию легендарного стадиона «Ацтека». Игра завершилась со счётом 9:8 в пользу мексиканцев.
В июле 2016 года принял участие в индийской футзальной Премьер-лиге. 17 июля в матче с «Бангалором» забил пять мячей (7:2). За участие в турнире Роналдиньо получил около 500 тысяч долларов.
13 октября 2016 года состоялся благотворительный матч — команда Роналдиньо против команды Марадоны. Команда Ронни победила, а все сборы от матча пошли жертвам землетрясения в Италии. Участие в матче, кроме легендарных капитанов, приняли Франческо Тотти, Хуан Себастьян Верон, Руи Кошта, Эрнан Креспо, Джанлука Дзамбротта, Кафу, Эрик Абидаль, Робер Пирес и многие другие звезды футбола. Руководили командами Фабио Капелло и Айтор Каранка.
20 октября 2016 года Роналдиньо объявил об открытии собственной академии «Ronaldinho Soccer Academy» в Азербайджане. Аналогичные академии уже функционируют в Порту-Алегри, Абу-Даби и Дубае.
В 2016 году Роналдиньо принимал участие в съёмках фильма «Кикбоксер-6» вместе с Майком Тайсоном и Жан-Клодом Ван Даммом. В интервью, продюсер Роб Хикман заявил:
«Мы смотрим на ценность, которую добавляет та или иная звезда. Кроме харизмы, у Роналдиньо есть 66 миллионов подписчиков в соцсетях, это будет незаменимо в раскрутке фильма».
3 февраля 2017 года был официально представлен как посол клуба «Барселона». Роналдиньо будет представлять каталонский клуб в официальных мероприятиях. Примечательно, что Ронни занимает этот пост, по сути ещё не завершив карьеру футболиста.
Во время посещения матча всех звёзд НБА футболист дал понять, что рассматривает возможность проведения прощального матча:
«Несомненно, начался новый этап в моей жизни. Были варианты провести ещё три месяца в одном клубе или шесть в другом, но это уже не то, чего я хочу.

Возможно, я где-то и поиграю три месяца, но, скорее всего, это будет один или несколько прощальных матчей. В следующем месяце мне исполнится уже 37, возраст берёт своё — пора делать шаг вперёд».
29 марта 2017 года начал музыкальную карьеру. Футболист выпустил сингл «Sozinho», что можно перевести как «одинокий».
28 апреля 2017 года принял участие в матче ветеранов «Барселоны» и «Реала». Матч завершился со счётом 3:2 в пользу бывших игроков «Барселоны», три результативные передачи отдал Роналдиньо.
20 мая 2017 года Роналдиньо посетил открытие парка Кубка конфедераций в Казани и Санкт-Петербурге. 21 мая в парке состоялся товарищеский матч между легендами мирового футбола и сборной России. За команду мировых легенд выступали Роналдиньо, Витор Байя, Пабло Аймар, Джей-Джей Окоча, Харри Кьюэлл и Марсель Десайи.
7 октября 2017 года сыграл за команду России в матче, приуроченном к 65-летнему юбилею президента России Владимира Путина. Организовал поединок глава Чеченской Республики Рамзан Кадыров. В матче сошлись команда России, которая была названа «Лидер 65», и команда ветеранов сборной Италии. Вместе с бразильцем играли Рамзан Кадыров, Александр Филимонов, Роман Широков, Александр Кержаков, Валерий Карпин и другие. Победу одержал «Лидер 65» со счётом 6:3. Гол и ассист на свой счёт записал Роналдиньо, который покинул поле в середине второго тайма.
18 мая 2018 года Роналдиньо приехал в Краснодар в рамках рекламной акции «Магнита». В магазинах сети были представлены спортивные товары с изображением силуэта бразильца и его стилизованным автографом. Также он посетил футбольную академию и стадион «Краснодара». Ронни пообщался с молодыми футболистами команды и вышел на газон арены.
В июне 2018 года Роналдиньо объявил о запуске широкомасштабного криптовалютного проекта Ronaldinho Soccer Coin, в рамках которого будет открыта футбольная академия, а также построены стадионы, оснащённые системами виртуальной реальности. В ноябре того же года власти Бразилии запретили Роналдиньо покидать страну из-за долга в размере 2,3 миллионов евро, после чего заблокировали ещё 57 объектов недвижимости и отобрали паспорт. Блокада имущества и изъятие паспорта были связаны с расследованием, касающегося нанесения экологического вреда (урон лесу и почве) при строительстве недвижимости в Порту-Алегри.
27 января 2019 года сыграл за сборную Бразилии по пляжному футболу против японцев (11:4) в Рио-де-Жанейро.
5 марта 2020 года Рональдиньо вместе со своим братом был задержан полицией в аэропорту Парагвая при прохождении паспортного контроля. При проверке документов выяснилось, что Рональдиньо и его родственник пытались попасть в страну по поддельным документам. После допроса в полицейском участке футболист был отпущен в отель, однако спустя несколько часов прокурор Парагвая выписал новый ордер на задержание, оставив бразильца под стражей на 6 месяцев. За время нахождения в заключении успел выиграть тюремный футбольный турнир. В решающем матче команда «Волшебника» одержала победу над соперником со счетом 11:2. Бразилец забил 5 голов и сделал 6 результативных передач.
В 2022 году спортсмен рассказал, что хотел бы сыграть в одной команде с Килианом Мбаппе, ему нравится манера его игры.

## Личная жизнь
Роберто, брат Роналдиньо, выполняет функции личного агента футболиста, а сестра, Дейзи, координирует связи со СМИ.
В 2001 году снялся в эпизоде телесериала «Клон».
25 февраля 2005 года Роналдиньо стал отцом, его сына назвали Жуан, в честь скончавшегося отца Роналдиньо. Сын родился от танцовщицы клуба «Доминган де Фаустан» Жанайны Наттиэнелле Вианы Мендес. 6 апреля 2019 года 14-летний Жуан Мендес, сын Роналдиньо, подписал контракт с футбольным клубом «Крузейро».
27 августа 2007 года получил испанское гражданство.
В декабре 2020 года мама футболиста Мигелина была госпитализирована с осложнениями вызванными вирусом COVID-19, спустя несколько месяцев она скончалась, так и не переборов недуг.

## Проблемы с законом
В июле 2019 года 57 объектов собственности, принадлежащих Роналдиньо вместе с его бразильскими и испанскими паспортами, были конфискованы из-за неуплаты налогов и штрафов. В конечном итоге судья решил уменьшить размер штрафа с 8,5 млн до 6 млн реалов за строительство рыболовной платформы на реке Гуаиба в «охраняемом» районе. Роналдиньо и его брат в конечном итоге не уплатили штрафы в отведенное время, и их паспорта были приостановлены.
В марте 2020 года его допросила полиция Парагвая после того, как он предположительно использовал поддельный паспорт для въезда в страну, когда приезжал на благотворительную акцию и продвижение книги, когда Роналдиньо и его брат содержались под стражей в тюрьме страны. Находясь в тюрьме, он участвовал в тюремном турнире по футзалу, где его команда победила. В финале они выиграли со счетом 11:2, Роналдиньо забил 5 голов и ассистировал остальным 6. Он попытался обжаловать постановление о задержании, но ему было приказано оставаться под домашним арестом вместе со своим братом. 24 августа 2020 года Роналдиньо и его брат были освобождены из парагвайской тюрьмы после того, как их судья согласился на сделку о признании вины за братьев в размере 90 000 долларов США и 110 000 долларов США соответственно.

## Статистика выступлений

### Клубная
| Выступление      | Выступление      | Выступление      | Чемпионат | Чемпионат | Кубок | Кубок | Континент. | Континент. | Другие | Другие | Итого | Итого |
| Клуб             | Лига             | Сезон            | Игры      | Голы      | Игры  | Голы  | Игры       | Голы       | Игры   | Голы   | Игры  | Голы  |
| ---------------- | ---------------- | ---------------- | --------- | --------- | ----- | ----- | ---------- | ---------- | ------ | ------ | ----- | ----- |
| Гремио           | Серия A          | 1998             | 14        | 1         | 2     | 0     | 15         | 3          | 17     | 4      | 48    | 8     |
| Гремио           | Серия A          | 1999             | 17        | 6         | 3     | 0     | 14         | 2          | 24     | 25     | 58    | 33    |
| Гремио           | Серия A          | 2000             | 21        | 14        | 6     | 6     | —          | —          | 22     | 21     | 49    | 41    |
| Гремио           | Итого            | Итого            | 52        | 21        | 11    | 6     | 19         | 5          | 63     | 50     | 145   | 82    |
| Пари Сен-Жермен  | Лига 1           | 2001/02          | 28        | 9         | 6     | 2     | 14         | 2          | —      | —      | 48    | 13    |
| Пари Сен-Жермен  | Лига 1           | 2002/03          | 27        | 8         | 7     | 3     | 4          | 1          | —      | —      | 38    | 12    |
| Пари Сен-Жермен  | Итого            | Итого            | 55        | 17        | 13    | 5     | 18         | 3          | —      | —      | 86    | 25    |
| Барселона        | Примера          | 2003/04          | 32        | 15        | 6     | 3     | 7          | 4          | —      | —      | 45    | 22    |
| Барселона        | Примера          | 2004/05          | 35        | 9         | 0     | 0     | 7          | 4          | —      | —      | 42    | 13    |
| Барселона        | Примера          | 2005/06          | 29        | 17        | 2     | 1     | 12         | 7          | 2      | 1      | 45    | 26    |
| Барселона        | Примера          | 2006/07          | 32        | 21        | 6     | 0     | 11         | 3          | —      | —      | 49    | 24    |
| Барселона        | Примера          | 2007/08          | 17        | 8         | 1     | 0     | 8          | 1          | —      | —      | 26    | 9     |
| Барселона        | Итого            | Итого            | 145       | 70        | 22    | 4     | 45         | 19         | 2      | 1      | 214   | 94    |
| Милан            | Серия A          | 2008/09          | 29        | 8         | 1     | 0     | 6          | 2          | 7      | 1      | 43    | 11    |
| Милан            | Серия A          | 2009/10          | 36        | 12        | 0     | 0     | 7          | 3          | 14     | 2      | 57    | 17    |
| Милан            | Серия A          | 2010/11          | 11        | 0         | 0     | 0     | 5          | 1          | —      | —      | 16    | 1     |
| Милан            | Итого            | Итого            | 76        | 20        | 1     | 0     | 18         | 6          | 21     | 3      | 116   | 29    |
| Фламенго         | Серия A          | 2011             | 31        | 14        | 5     | 1     | 3          | 2          | 13     | 4      | 52    | 21    |
| Фламенго         | Серия A          | 2012             | 2         | 0         | 0     | 0     | 0          | 0          | 0      | 0      | 2     | 0     |
| Фламенго         | Итого            | Итого            | 33        | 14        | 5     | 1     | 3          | 2          | 13     | 4      | 54    | 21    |
| Атлетико Минейро | Серия A          | 2012             | 32        | 10        | 0     | 0     | 8          | 2          | 0      | 0      | 40    | 12    |
| Атлетико Минейро | Серия A          | 2013             | 14        | 8         | 0     | 0     | 14         | 4          | 0      | 0      | 28    | 12    |
| Атлетико Минейро | Серия A          | 2014             | 2         | 0         | 0     | 0     | 11         | 3          | 0      | 0      | 13    | 3     |
| Атлетико Минейро | Итого            | Итого            | 48        | 18        | 0     | 0     | 33         | 9          | 0      | 0      | 81    | 27    |
| Керетаро         | Лига МХ          | 2014/15          | 26        | 8         | 4     | 0     | 0          | 0          | 0      | 0      | 30    | 8     |
| Керетаро         | Итого            | Итого            | 26        | 8         | 4     | 0     | 0          | 0          | 0      | 0      | 30    | 8     |
| Флуминенсе       | Серия A          | 2015             | 7         | 0         | 0     | 0     | 0          | 0          | 0      | 0      | 7     | 0     |
| Флуминенсе       | Итого            | Итого            | 7         | 0         | 0     | 0     | 0          | 0          | 0      | 0      | 7     | 0     |
| Всего за карьеру | Всего за карьеру | Всего за карьеру | 442       | 168       | 56    | 16    | 136        | 44         | 58     | 62     | 692   | 290   |

### Сборная
| Сборная          | Сезон            | Товарищеские | Товарищеские | Турниры | Турниры | Всего | Всего |
| Сборная          | Сезон            | Игры         | Голы         | Игры    | Голы    | Игры  | Голы  |
| ---------------- | ---------------- | ------------ | ------------ | ------- | ------- | ----- | ----- |
| Бразилия         |                  |              |              |         |         |       |       |
| 1999             | 4                | 0            | 9            | 7       | 13      | 7     |       |
| 2000             | 0                | 0            | 5            | 1       | 5       | 1     |       |
| 2001             | 2                | 1            | 2            | 0       | 4       | 1     |       |
| 2002             | 5                | 2            | 5            | 2       | 10      | 4     |       |
| 2003             | 4                | 1            | 4            | 1       | 8       | 2     |       |
| 2004             | 5                | 5            | 5            | 1       | 10      | 6     |       |
| 2005             | 1                | 0            | 11           | 6       | 12      | 6     |       |
| 2006             | 4                | 0            | 5            | 0       | 9       | 0     |       |
| 2007             | 7                | 4            | 4            | 1       | 11      | 5     |       |
| 2008             | 0                | 0            | 2            | 0       | 2       | 0     |       |
| 2009             | 1                | 0            | 2            | 0       | 3       | 0     |       |
| 2010             | 1                | 0            | 0            | 0       | 1       | 0     |       |
| 2011             | 5                | 1            | 0            | 0       | 5       | 1     |       |
| 2012             | 1                | 0            | 0            | 0       | 1       | 0     |       |
| 2013             | 2                | 0            | 0            | 0       | 2       | 0     |       |
| Всего за карьеру | Всего за карьеру | 42           | 14           | 54      | 19      | 96    | 33    |

### Матчи и голы за сборную
| Матчи Роналдиньо за сборную Бразилии | Матчи Роналдиньо за сборную Бразилии | Матчи Роналдиньо за сборную Бразилии | Матчи Роналдиньо за сборную Бразилии | Матчи Роналдиньо за сборную Бразилии | Матчи Роналдиньо за сборную Бразилии | Матчи Роналдиньо за сборную Бразилии |
| №                                    | Дата                                 | Место проведения                     | Оппонент                             | Счёт                                 | Голы                                 | Соревнование                         |
| ------------------------------------ | ------------------------------------ | ------------------------------------ | ------------------------------------ | ------------------------------------ | ------------------------------------ | ------------------------------------ |
| 1                                    | 26 июня 1999                         | Куритиба                             | Латвия                               | 3:0                                  | -                                    | Товарищеский матч                    |
| 2                                    | 30 июня 1999                         | Сьюдад-дель-Эсте                     | Венесуэла                            | 7:0                                  | 1                                    | Кубок Америки 1999                   |
| 3                                    | 3 июля 1999                          | Сьюдад-дель-Эсте                     | Мексика                              | 2:1                                  | -                                    | Кубок Америки 1999                   |
| 4                                    | 6 июля 1999                          | Сьюдад-дель-Эсте                     | Чили                                 | 1:0                                  | -                                    | Кубок Америки 1999                   |
| 5                                    | 15 июля 1999                         | Сьюдад-дель-Эсте                     | Мексика                              | 2:0                                  | -                                    | Кубок Америки 1999                   |
| 6                                    | 24 июля 1999                         | Гвадалахара                          | Германия                             | 4:0                                  | 1                                    | Кубок конфедераций 1999              |
| 7                                    | 24 июля 1999                         | Гвадалахара                          | США                                  | 1:0                                  | 1                                    | Кубок конфедераций 1999              |
| 8                                    | 30 июля 1999                         | Гвадалахара                          | Новая Зеландия                       | 2:0                                  | 1                                    | Кубок конфедераций 1999              |
| 9                                    | 24 июля 1999                         | Гвадалахара                          | Саудовская Аравия                    | 8:2                                  | 3                                    | Кубок конфедераций 1999              |
| 10                                   | 4 августа 1999                       | Мехико                               | Мексика                              | 3:4                                  | -                                    | Кубок конфедераций 1999              |
| 11                                   | 4 сентября 1999                      | Буэнос-Айрес                         | Аргентина                            | 0:2                                  | -                                    | Товарищеский матч                    |
| 12                                   | 7 сентября 1999                      | Порту-Алегри                         | Аргентина                            | 4:2                                  | -                                    | Товарищеский матч                    |
| 13                                   | 9 октября 1999                       | Амстердам                            | Нидерланды                           | 2:2                                  | -                                    | Товарищеский матч                    |
| 14                                   | 23 февраля 2000                      | Бангкок                              | Таиланд                              | 7:0                                  | 1                                    | Товарищеский матч                    |
| 15                                   | 28 марта 2000                        | Богота                               | Колумбия                             | 0:0                                  | -                                    | Отборочные матчи ЧМ-2002             |
| 16                                   | 28 июня 2000                         | Рио-де-Жанейро                       | Уругвай                              | 1:1                                  | -                                    | Отборочные матчи ЧМ-2002             |
| 17                                   | 26 июля 2000                         | Сан-Паулу                            | Аргентина                            | 3:1                                  | -                                    | Отборочные матчи ЧМ-2002             |
| 18                                   | 3 сентября 2000                      | Рио-де-Жанейро                       | Боливия                              | 5:0                                  | -                                    | Отборочные матчи ЧМ-2002             |
| 19                                   | 3 марта 2001                         | Пасадина                             | США                                  | 2:1                                  | 1                                    | Товарищеский матч                    |
| 20                                   | 7 марта 2001                         | Гвадалахара                          | Мексика                              | 3:3                                  | -                                    | Товарищеский матч                    |
| 21                                   | 28 марта 2001                        | Кито                                 | Эквадор                              | 0:1                                  | -                                    | Отборочные матчи ЧМ-2002             |
| 22                                   | 14 ноября 2001                       | Сан-Луис                             | Венесуэла                            | 3:0                                  | -                                    | Отборочные матчи ЧМ-2002             |
| 23                                   | 27 марта 2002                        | Форталеза                            | Югославия                            | 1:0                                  | -                                    | Товарищеский матч                    |
| 24                                   | 17 апреля 2002                       | Лиссабон                             | Португалия                           | 1:1                                  | 1                                    | Товарищеский матч                    |
| 25                                   | 25 мая 2002                          | Куала-Лумпур                         | Малайзия                             | 4:1                                  | -                                    | Товарищеский матч                    |
| 26                                   | 3 июня 2002                          | Ульсан                               | Турция                               | 2:1                                  | -                                    | Финальные матчи ЧМ-2002              |
| 27                                   | 8 июня 2002                          | Согвипхо                             | Китай                                | 4:0                                  | 1                                    | Финальные матчи ЧМ-2002              |
| 28                                   | 17 июня 2002                         | Кобе                                 | Бельгия                              | 2:0                                  | -                                    | Финальные матчи ЧМ-2002              |
| 29                                   | 8 июня 2002                          | Фукурои                              | Англия                               | 2:1                                  | 1                                    | Финальные матчи ЧМ-2002              |
| 30                                   | 30 июня 2002                         | Иокогама                             | Германия                             | 2:0                                  | -                                    | Финальные матчи ЧМ-2002              |
| 31                                   | 21 августа 2002                      | Форталеза                            | Парагвай                             | 0:1                                  | -                                    | Товарищеский матч                    |
| 32                                   | 20 ноября 2002                       | Сеул                                 | Республика Корея                     | 3:2                                  | 1                                    | Товарищеский матч                    |
| 33                                   | 12 февраля 2003                      | Гуанчжоу                             | Китай                                | 0:0                                  | -                                    | Товарищеский матч                    |
| 34                                   | 29 марта 2003                        | Порту                                | Португалия                           | 1:2                                  | 1                                    | Товарищеский матч                    |
| 35                                   | 30 апреля 2003                       | Гвадалахара                          | Мексика                              | 0:0                                  | -                                    | Товарищеский матч                    |
| 36                                   | 30 апреля 2003                       | Абуджа                               | Нигерия                              | 3:0                                  | -                                    | Товарищеский матч                    |
| 37                                   | 19 июня 2003                         | Сен-Дени                             | Камерун                              | 0:1                                  | -                                    | Кубок конфедераций 2003              |
| 38                                   | 21 июня 2003                         | Лион                                 | США                                  | 1:0                                  | -                                    | Кубок конфедераций 2003              |
| 39                                   | 23 июня 2003                         | Сент-Этьен                           | Турция                               | 2:2                                  | -                                    | Кубок конфедераций 2003              |
| 40                                   | 10 сентября 2003                     | Манаус                               | Эквадор                              | 1:0                                  | 1                                    | Отборочные матчи ЧМ-2006             |
| 41                                   | 18 февраля 2004                      | Дублин                               | Ирландия                             | 0:0                                  | -                                    | Товарищеский матч                    |
| 42                                   | 31 марта 2004                        | Асунсьон                             | Парагвай                             | 0:0                                  | -                                    | Отборочные матчи ЧМ-2006             |
| 43                                   | 28 апреля 2004                       | Будапешт                             | Венгрия                              | 4:1                                  | 1                                    | Товарищеский матч                    |
| 44                                   | 20 мая 2004                          | Сен-Дени                             | Франция                              | 0:0                                  | -                                    | Товарищеский матч                    |
| 45                                   | 18 августа 2004                      | Порт-о-Пренс                         | Гаити                                | 6:0                                  | 3                                    | Товарищеский матч                    |
| 46                                   | 5 сентября 2004                      | Сан-Паулу                            | Боливия                              | 3:1                                  | 1                                    | Отборочные матчи ЧМ-2006             |
| 47                                   | 8 сентября 2004                      | Берлин                               | Германия                             | 1:1                                  | 1                                    | Товарищеский матч                    |
| 48                                   | 9 октября 2004                       | Маракайбо                            | Венесуэла                            | 5:2                                  | -                                    | Отборочные матчи ЧМ-2006             |
| 49                                   | 13 октября 2004                      | Масейо                               | Колумбия                             | 0:0                                  | -                                    | Отборочные матчи ЧМ-2006             |
| 50                                   | 17 ноября 2004                       | Кито                                 | Эквадор                              | 0:1                                  | -                                    | Отборочные матчи ЧМ-2006             |
| 51                                   | 9 февраля 2005                       | Гонконг                              | Гонконг                              | 7:1                                  | 1                                    | Товарищеский матч                    |
| 52                                   | 27 марта 2005                        | Гояния                               | Перу                                 | 1:0                                  | -                                    | Отборочные матчи ЧМ-2006             |
| 53                                   | 30 марта 2005                        | Монтевидео                           | Уругвай                              | 1:1                                  | -                                    | Отборочные матчи ЧМ-2006             |
| 54                                   | 5 июня 2005                          | Порту-Алегри                         | Парагвай                             | 4:1                                  | 2                                    | Отборочные матчи ЧМ-2006             |
| 55                                   | 8 июня 2005                          | Буэнос-Айрес                         | Аргентина                            | 1:3                                  | -                                    | Отборочные матчи ЧМ-2006             |
| 56                                   | 16 июня 2005                         | Лейпциг                              | Греция                               | 3:0                                  | -                                    | Кубок конфедераций 2005              |
| 57                                   | 19 июня 2005                         | Ганновер                             | Мексика                              | 0:1                                  | -                                    | Кубок конфедераций 2005              |
| 58                                   | 22 июня 2005                         | Кёльн                                | Япония                               | 2:2                                  | 1                                    | Кубок конфедераций 2005              |
| 59                                   | 25 июня 2005                         | Нюрнберг                             | Германия                             | 3:2                                  | 1                                    | Кубок конфедераций 2005              |
| 60                                   | 29 июня 2005                         | Франкфурт-на-Майне                   | Аргентина                            | 4:1                                  | 1                                    | Кубок конфедераций 2005              |
| 61                                   | 12 октября 2005                      | Белен                                | Венесуэла                            | 3:0                                  | -                                    | Отборочные матчи ЧМ-2006             |
| 62                                   | 12 ноября 2005                       | Абу-Даби                             | ОАЭ                                  | 8:0                                  | -                                    | Товарищеский матч                    |
| 63                                   | 4 июня 2006                          | Женева                               | Новая Зеландия                       | 4:0                                  | -                                    | Товарищеский матч                    |
| 64                                   | 13 июня 2006                         | Берлин                               | Хорватия                             | 1:0                                  | -                                    | Финальные матчи ЧМ-2006              |
| 65                                   | 18 июня 2006                         | Мюнхен                               | Австралия                            | 2:0                                  | -                                    | Финальные матчи ЧМ-2006              |
| 66                                   | 22 июня 2006                         | Дортмунд                             | Япония                               | 4:1                                  | -                                    | Финальные матчи ЧМ-2006              |
| 67                                   | 27 июня 2006                         | Дортмунд                             | Гана                                 | 3:0                                  | -                                    | Финальные матчи ЧМ-2006              |
| 68                                   | 1 июля 2006                          | Франкфурт-на-Майне                   | Франция                              | 0:1                                  | -                                    | Финальные матчи ЧМ-2006              |
| 69                                   | 5 сентября 2006                      | Лондон                               | Уэльс                                | 2:0                                  | -                                    | Товарищеский матч                    |
| 70                                   | 10 октября 2006                      | Стокгольм                            | Эквадор                              | 2:1                                  | -                                    | Товарищеский матч                    |
| 71                                   | 15 ноября 2006                       | Базель                               | Швейцария                            | 2:1                                  | -                                    | Товарищеский матч                    |
| 72                                   | 24 марта 2007                        | Гётеборг                             | Чили                                 | 4:0                                  | 2                                    | Товарищеский матч                    |
| 73                                   | 27 марта 2007                        | Стокгольм                            | Гана                                 | 1:0                                  | -                                    | Товарищеский матч                    |
| 74                                   | 1 июня 2007                          | Лондон                               | Англия                               | 1:1                                  | -                                    | Товарищеский матч                    |
| 75                                   | 5 июня 2007                          | Дортмунд                             | Турция                               | 0:0                                  | -                                    | Товарищеский матч                    |
| 76                                   | 22 августа 2007                      | Монпелье                             | Алжир                                | 2:0                                  | 1                                    | Товарищеский матч                    |
| 77                                   | 9 сентября 2007                      | Чикаго                               | США                                  | 4:2                                  | 1                                    | Товарищеский матч                    |
| 78                                   | 12 сентября 2007                     | Бостон                               | Мексика                              | 3:1                                  | -                                    | Товарищеский матч                    |
| 79                                   | 14 октября 2007                      | Богота                               | Колмубия                             | 0:0                                  | -                                    | Отборочные матчи ЧМ-2010             |
| 80                                   | 17 октября 2007                      | Рио-де-Жанейро                       | Эквадор                              | 5:0                                  | 1                                    | Отборочные матчи ЧМ-2010             |
| 81                                   | 18 ноября 2007                       | Лима                                 | Перу                                 | 1:1                                  | -                                    | Отборочные матчи ЧМ-2010             |
| 82                                   | 21 ноября 2007                       | Сан-Паулу                            | Уругвай                              | 2:1                                  | -                                    | Отборочные матчи ЧМ-2010             |
| 83                                   | 7 сентября 2008                      | Сантьяго                             | Чили                                 | 3:0                                  | -                                    | Отборочные матчи ЧМ-2010             |
| 84                                   | 10 сентября 2008                     | Рио-де-Жанейро                       | Боливия                              | 0:0                                  | -                                    | Отборочные матчи ЧМ-2010             |
| 85                                   | 10 февраля 2009                      | Лондон                               | Италия                               | 2:0                                  | -                                    | Товарищеский матч                    |
| 86                                   | 29 марта 2009                        | Кито                                 | Эквадор                              | 1:1                                  | -                                    | Отборочные матчи ЧМ-2010             |
| 87                                   | 1 апреля 2009                        | Порту-Алегри                         | Перу                                 | 3:0                                  | -                                    | Отборочные матчи ЧМ-2010             |
| 88                                   | 17 ноября 2010                       | Доха                                 | Аргентина                            | 0:1                                  | -                                    | Товарищеский матч                    |
| 89                                   | 5 сентября 2011                      | Лондон                               | Гана                                 | 1:0                                  | -                                    | Товарищеский матч                    |
| 90                                   | 15 сентября 2011                     | Кордова                              | Аргентина                            | 0:0                                  | -                                    | Товарищеский матч                    |
| 91                                   | 28 сентября 2011                     | Белен                                | Аргентина                            | 2:0                                  | -                                    | Товарищеский матч                    |
| 92                                   | 8 октября 2011                       | Сан-Хосе                             | Коста-Рика                           | 1:0                                  | -                                    | Товарищеский матч                    |
| 93                                   | 11 октября 2011                      | Торреон                              | Мексика                              | 2:1                                  | 1                                    | Товарищеский матч                    |
| 94                                   | 28 февраля 2012                      | Санкт-Галлен                         | Босния и Герцеговина                 | 2:1                                  | -                                    | Товарищеский матч                    |
| 95                                   | 6 февраля 2013                       | Лондон                               | Англия                               | 1:2                                  | -                                    | Товарищеский матч                    |
| 96                                   | 6 апреля 2013                        | Санта-Крус-де-ла-Сьерра              | Боливия                              | 4:0                                  | -                                    | Товарищеский матч                    |
| 97                                   | 24 апреля 2013                       | Асунсьон                             | Чили                                 | 2:2                                  | -                                    | Товарищеский матч                    |

| Матчи Роналдиньо за сборную Бразилии до 23 лет | Матчи Роналдиньо за сборную Бразилии до 23 лет | Матчи Роналдиньо за сборную Бразилии до 23 лет | Матчи Роналдиньо за сборную Бразилии до 23 лет | Матчи Роналдиньо за сборную Бразилии до 23 лет | Матчи Роналдиньо за сборную Бразилии до 23 лет |
| №                                              | Дата                                           | Оппонент                                       | Счёт                                           | Голы                                           | Соревнование                                   |
| ---------------------------------------------- | ---------------------------------------------- | ---------------------------------------------- | ---------------------------------------------- | ---------------------------------------------- | ---------------------------------------------- |
| 1                                              | 14 ноября 1999                                 | Австралия                                      | 2:0                                            | —                                              | Товарищеский матч                              |
| 2                                              | 17 ноября 1999                                 | Австралия                                      | 2:2                                            | 1                                              | Товарищеский матч                              |
| 3                                              | 10 декабря 1999                                | Боливия                                        | 3:0                                            | —                                              | Товарищеский матч                              |
| 4                                              | 14 декабря 1999                                | Парагвай                                       | 3:3                                            | —                                              | Товарищеский матч                              |
| 5                                              | 12 января 2000                                 | Тринидад и Тобаго                              | 7:0                                            | 2                                              | Товарищеский матч                              |
| 6                                              | 15 января 2000                                 | Коста-Рика                                     | 4:1                                            | —                                              | Товарищеский матч                              |
| 7                                              | 19 января 2000                                 | Чили                                           | 1:1                                            | —                                              | Отборочные матчи ОИ-2000                       |
| 8                                              | 23 января 2000                                 | Эквадор                                        | 2:0                                            | 1                                              | Отборочные матчи ОИ-2000                       |
| 9                                              | 26 января 2000                                 | Венесуэла                                      | 3:0                                            | 2                                              | Отборочные матчи ОИ-2000                       |
| 10                                             | 30 января 2000                                 | Колумбия                                       | 9:0                                            | 2                                              | Отборочные матчи ОИ-2000                       |
| 11                                             | 2 февраля 2000                                 | Аргентина                                      | 4:2                                            | 3                                              | Отборочные матчи ОИ-2000                       |
| 12                                             | 4 февраля 2000                                 | Чили                                           | 3:1                                            | 1                                              | Отборочные матчи ОИ-2000                       |
| 13                                             | 6 февраля 2000                                 | Уругвай                                        | 2:2                                            | —                                              | Отборочные матчи ОИ-2000                       |
| 14                                             | 9 августа 2000                                 | Чили                                           | 5:3                                            | 2                                              | Товарищеский матч                              |
| 15                                             | 12 августа 2000                                | Чили                                           | 3:0                                            | —                                              | Товарищеский матч                              |
| 16                                             | 14 сентября 2000                               | Словакия                                       | 3:1                                            | —                                              | Олимпийские игры 2000                          |
| 17                                             | 17 сентября 2000                               | ЮАР                                            | 1:3                                            | —                                              | Олимпийские игры 2000                          |
| 18                                             | 20 сентября 2000                               | Япония                                         | 1:0                                            | —                                              | Олимпийские игры 2000                          |
| 19                                             | 23 сентября 2000                               | Камерун                                        | 1:2                                            | 1                                              | Олимпийские игры 2000                          |
| 20                                             | 28 июля 2008                                   | Сингапур                                       | 3:0                                            | 1                                              | Товарищеский матч                              |
| 21                                             | 1 августа 2008                                 | Вьетнам                                        | 3:0                                            | —                                              | Товарищеский матч                              |
| 22                                             | 7 августа 2008                                 | Бельгия                                        | 1:0                                            | —                                              | Олимпийские игры 2008                          |
| 23                                             | 10 августа 2008                                | Новая Зеландия                                 | 5:0                                            | 2                                              | Олимпийские игры 2008                          |
| 24                                             | 13 августа 2008                                | Китай                                          | 3:0                                            | —                                              | Олимпийские игры 2008                          |
| 25                                             | 16 августа 2008                                | Камерун                                        | 2:0                                            | —                                              | Олимпийские игры 2008                          |
| 26                                             | 19 августа 2008                                | Аргентина                                      | 0:3                                            | —                                              | Олимпийские игры 2008                          |
| 27                                             | 22 августа 2008                                | Бельгия                                        | 3:0                                            | —                                              | Олимпийские игры 2008                          |

Итого: 27 матчей / 18 голов; 20 побед, 4 ничьих, 3 поражения.

## Достижения

### Командные
«Гремио»

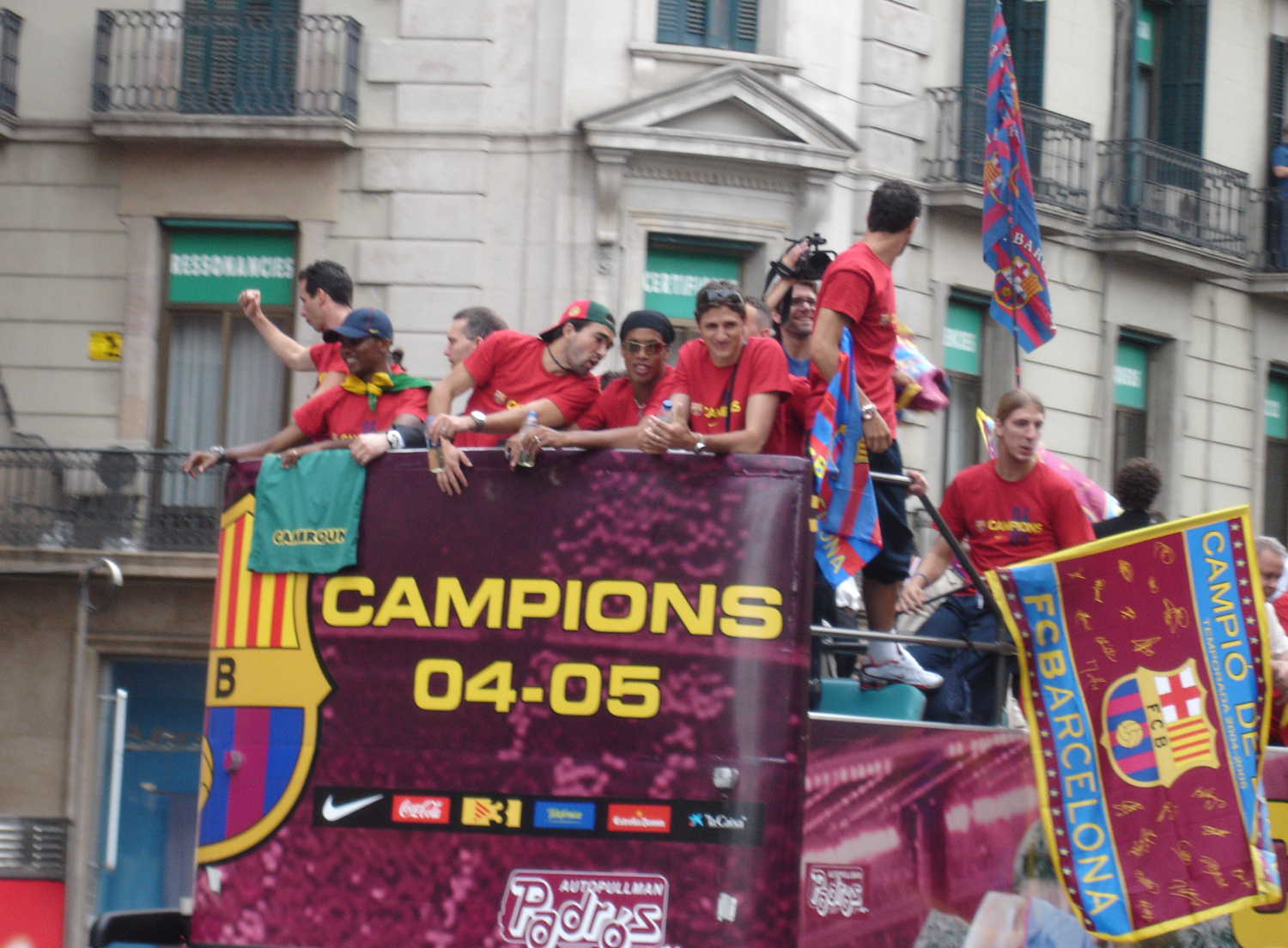
Роналдиньо на праздновании выигрыша чемпионата Испании 2005

- Чемпион штата Риу-Гранди-ду-Сул: 1999
- Обладатель Кубка Сул-Минас: 1999

«Пари Сен-Жермен»
- Обладатель Кубка Интертото: 2001

«Барселона»
- Чемпион Испании (2): 2004/05, 2005/06
- Обладатель Суперкубка Испании (2): 2005, 2006
- Победитель Лиги чемпионов: 2005/06

«Милан»
- Чемпион Италии: 2010/11

«Фламенго»
- Обладатель Кубка Гуанабара: 2011
- Обладатель Кубка Рио: 2011
- Чемпион штата Рио-де-Жанейро: 2011

«Атлетико Минейро»
- Чемпион штата Минас-Жерайс: 2013
- Обладатель Кубка Либертадорес: 2013
- Обладатель Рекопа Южной Америки: 2014

«Керетаро»
- Обладатель Кубка Мексики: 2015[197]

Сборная Бразилии
- Обладатель Кубка Америки: 1999
- Чемпион мира: 2002
- Обладатель Кубка конфедераций: 2005

### Личные

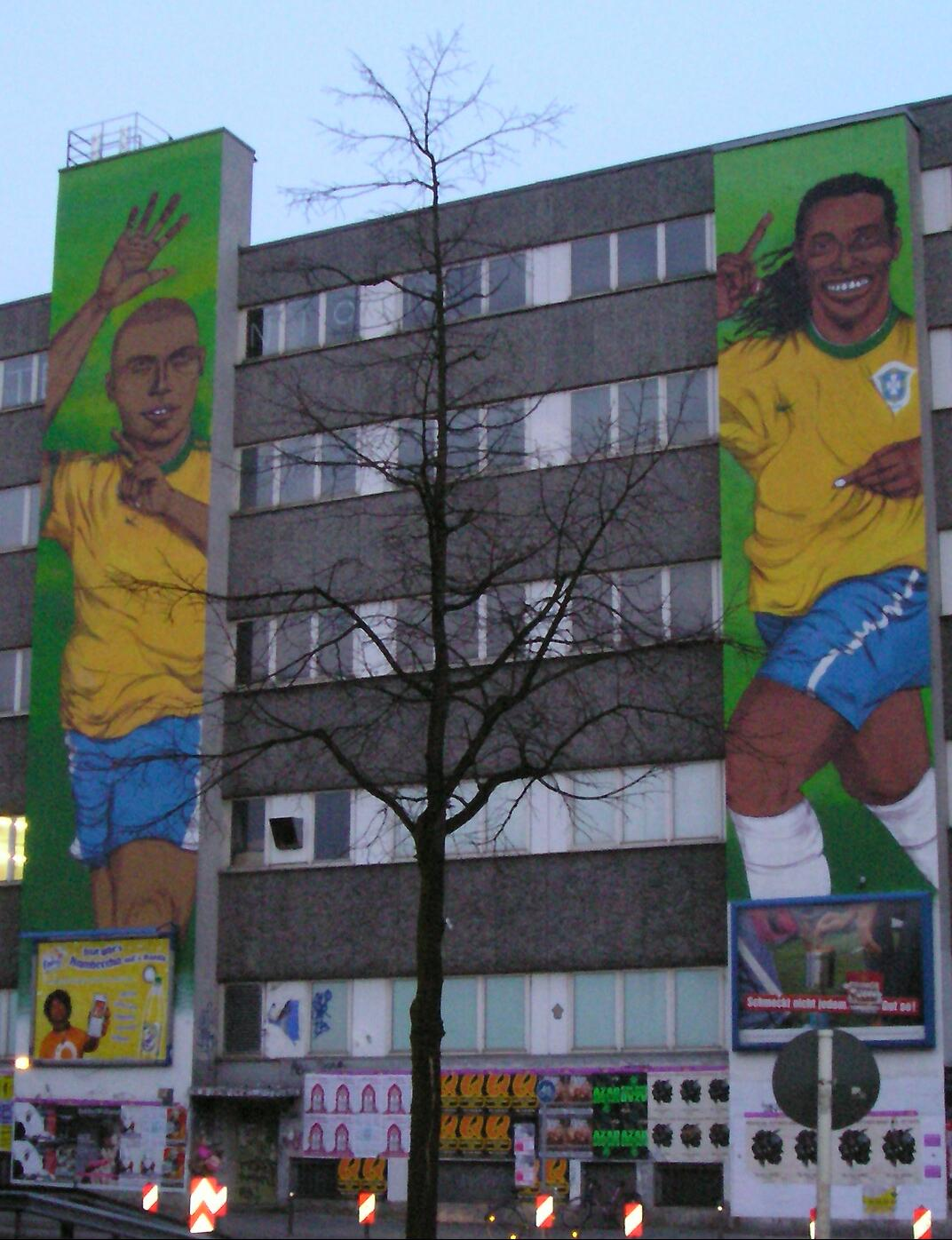
Граффити, посвящённое Роналдиньо и Роналдо в берлинском районе Кройцберге

- Лучший бомбардир чемпионата штата Риу-Гранди-ду-Сул: 1999 (15 голов)
- Лучший бомбардир Кубка конфедераций: 1999 (6 голов)
- Лучший бомбардир в истории Кубков конфедераций: 9 голов[198]
- Лучший игрок Кубка конфедераций: 1999
- Обладатель «Серебряного мяча» Бразилии: 2000
- Входит в состав символической сборной чемпионата мира: 2002
- Лучший иностранный футболист чемпионата Испании: 2004, 2006
- Обладатель Трофея ЕФЕ (Лучший южноамериканец в чемпионате Испании): 2004
- Игрок года ФИФА: 2004, 2005
- Игрок года по версии World Soccer: 2004, 2005
- Обладатель «Золотого мяча» как лучшему футболисту Европы по версии France Football: 2005
- Лучший нападающий УЕФА: 2005, 2006
- Лучший игрок мира по версии Onze: 2005
- Клубный футболист года по версии УЕФА: 2006
- Лучший игрок года по версии ФИФПРО: 2005, 2006
- Входит в состав символической сборной ФИФПРО: 2005, 2006, 2007
- Golden Foot: 2009
- Лучший игрок Лиги чемпионов: 2005/06
- Лучший ассистент Лиги чемпионов: 2005/06 (5 передач)
- Лучший ассистент чемпионата Испании: 2005/06 (18 передач)
- Лучший ассистент чемпионата Италии: 2009/10[71] (15 передач)
- Лучший ассистент чемпионата Бразилии: 2012 (15 передач)
- Лучший ассистент Кубка Либертадорес: 2012 (6 передач), 2013 (7 передач)
- Входит в состав символической сборной чемпионата штата Рио-де-Жанейро: 2011
- Входит в состав символической сборной чемпионата Бразилии: 2011
- Входит в состав символической сборной чемпионата Бразилии: 2012
- Лучший игрок чемпионата Бразилии по версии ГЛОБО: 2012
- Золотой мяч — Placar — ESPN 2012
- Входит во вторую сборную за всю историю футбола по версии France Football 2020
- Входит в список ФИФА 100
- Входит в зал славы футбольного клуба «Барселона»
- Премия Globe Soccer Awards за выдающуюся карьеру: 2021

## Вне футбола
Роналдиньо сотрудничал со многими компаниями, включая Nike, Pepsi, Coca-Cola, EA Sports и Danone. Один из самых высокооплачиваемых игроков в мире, в 2006 году он заработал более 19 миллионов долларов на рекламе. Большую часть своей карьеры Роналдиньо выступал за компанию Pepsi и снимался в рекламе с Дэвидом Бекхэмом, Тьерри Анри и Лионелем Месси, но в 2011 году подписал контракт с Coca-Cola, который, однако, был расторгнут в июле 2012 года после того, как его застали за употреблением Pepsi на пресс-конференции.
Рональдиньо участвовал в серии видеоигр FIFA от EA Sports, появляясь на обложке игр FIFA Football 2004, FIFA Street, FIFA 06, FIFA 07, FIFA Street 3, FIFA 08 и FIFA 09. В начале своей карьеры Роналдиньо подписал выгодный десятилетний контракт с компанией Nike, выпускающей спортивную одежду, выступал в бутсах Nike Tiempo R10, созданных специально для него.